# Invasioni ungare dell'Europa
Le invasioni ungare dell'Europa (in ungherese kalandozások; in tedesco Ungarneinfälle) ebbero luogo nei secoli IX e X, un periodo di transizione nella storia dell'Europa nell'Alto Medioevo. In quel frangente, il territorio del vecchio Impero carolingio fu minacciato dall'invasione di molteplici forze ostili, ovvero i magiari da est, l'espansione vichinga da nord e gli attacchi arabi da sud.
Dopo aver concluso con successo la conquista del bacino dei Carpazi tra la fine del IX e l'inizio del X secolo, corrispondente al territorio del futuro Regno d'Ungheria tra IX secolo, gli ungari scagliarono una serie di incursioni allo scopo di compiere razzie sia verso ovest, specie nel Regno dei Franchi orientali, sia verso sud, specificatamente nell'impero bizantino. Le scorrerie verso ovest cessarono solo con la battaglia di Lechfeld del 955, vinta dai tedeschi, che portò a un nuovo ordine politico nell'Europa occidentale incentrato sul Sacro Romano Impero. Le incursioni nei territori romei continuarono per tutto il X secolo, terminando con la cristianizzazione dei magiari e l'istituzione del Regno d'Ungheria cristiano nel 1000 o 1001.

## Storia

### Prima della conquista ungara (IX secolo)

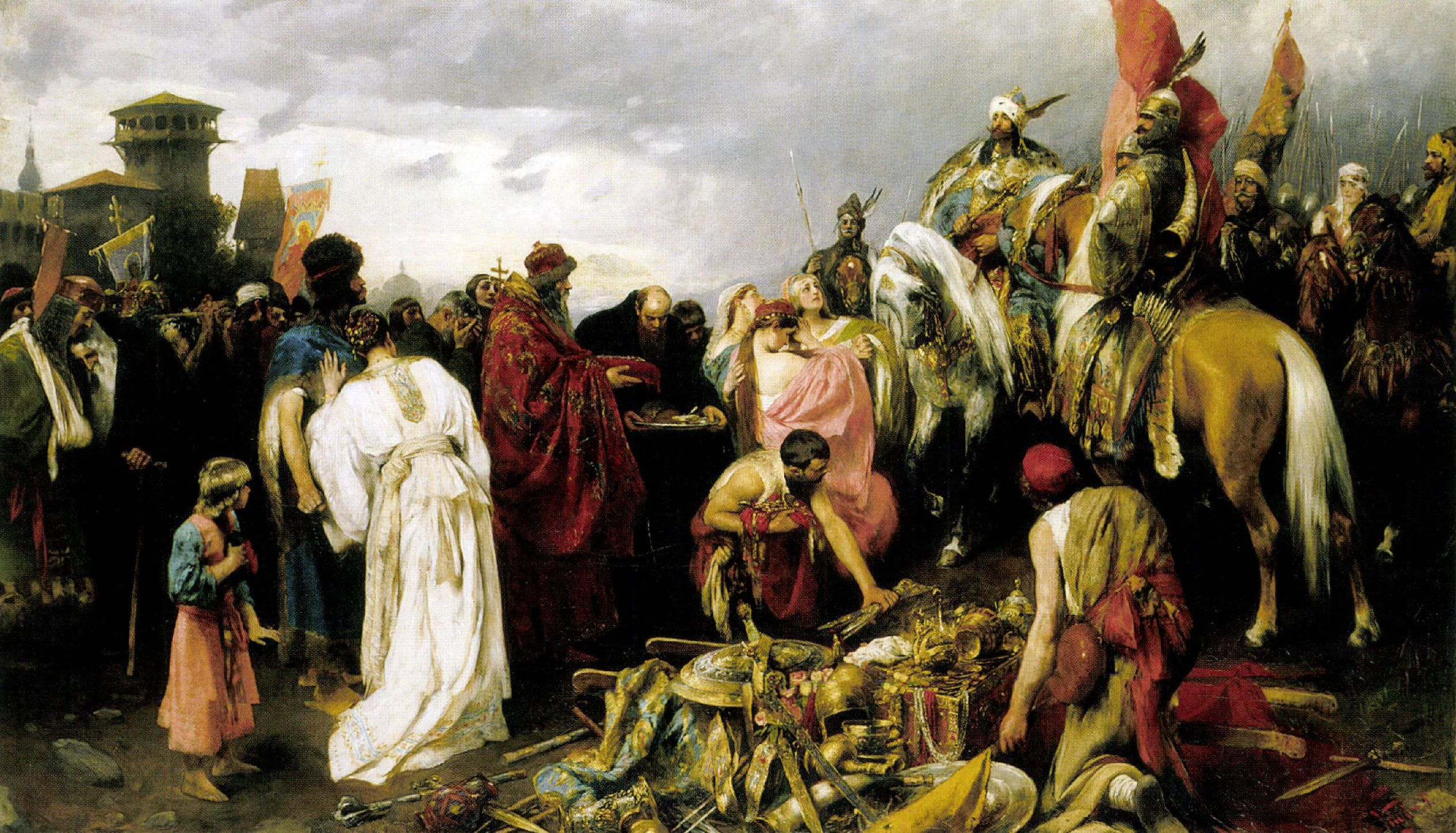
Gli ungheresi a Kiev (Pál Vágó, 1896-1899)

Il primo presunto riferimento alla popolazione di origine asiatica in guerra risale al IX secolo: nell'811, gli ungari o magiari si erano alleati con Krum di Bulgaria contro l'imperatore Niceforo I forse alla battaglia di Pliska, svoltasi sui monti Haemus (monti Balcani). Giorgio Monaco riferiva che, intorno all'837, il Primo Impero bulgaro cercò di ottenere un'alleanza con gli ungari. Costantino Porfirogenito scrisse nella sua opera più celebre, il De administrando imperio, che il khagan e il bek (un grado corrispondente al generalissimo bizantino) dei cazari chiese all'imperatore Teofilo di far costruire per loro la fortezza di Sarkel. Si pensa che questa necessità fosse dovuta alla comparsa di un nuovo nemico dei cazari, ovvero gli ungari. Nel X secolo, Ibn Rusta segnalò che «prima, i Cazari si trincerarono contro gli attacchi dei Magiari e di altri popoli».
Nell'860-861, i soldati ungari attaccarono il convoglio di San Cirillo, ma pare che l'incontro si concluse pacificamente. San Cirillo era in viaggio verso il khagan a Chersonesos Taurica (o comunque vicino), prima espugnata dai cazari. I geografi musulmani riferiscono che i magiari attaccavano regolarmente le vicine tribù slavi orientali e catturavano prigionieri per venderli all'impero bizantino a Kerč'.
Sono state scoperte inoltre frammentarie informazioni sulle incursioni ungare compiute nell'Impero carolingio orientale nell'862.
Nell'881, gli ungari e i cazari invasero il regno dei Franchi Orientali e combatterono due battaglie quasi in contemporanea, i primi a Wenia (probabilmente Vienna), i secondi a Culmite (forse Kulmberg o Kollmitz in Austria). Nell'892, secondo gli Annali di Fulda, il re Arnolfo di Carinzia invase la Grande Moravia e i magiari si unirono alle sue truppe. Dopo l'893, le truppe magiare furono trasportate attraverso il Danubio dalla flotta bizantina e sconfissero i bulgari in tre battaglie (sul Danubio, a Silistra e a Preslav). Nell'894, i magiari invasero la Pannonia con l'ausilio del re Svatopluk I della Grande Moravia.

### Dopo la conquista ungara (X secolo)

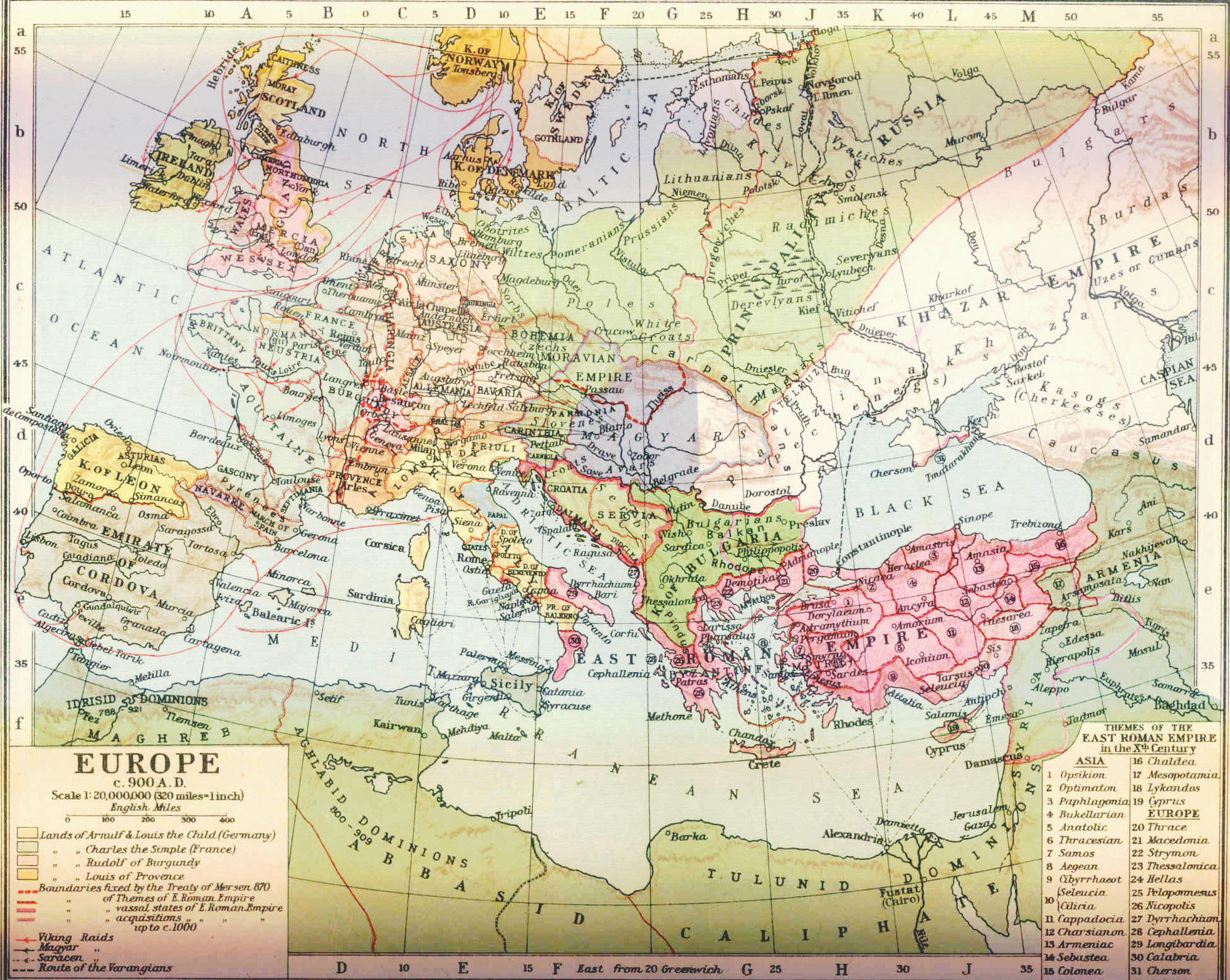
Europa intorno ai 900

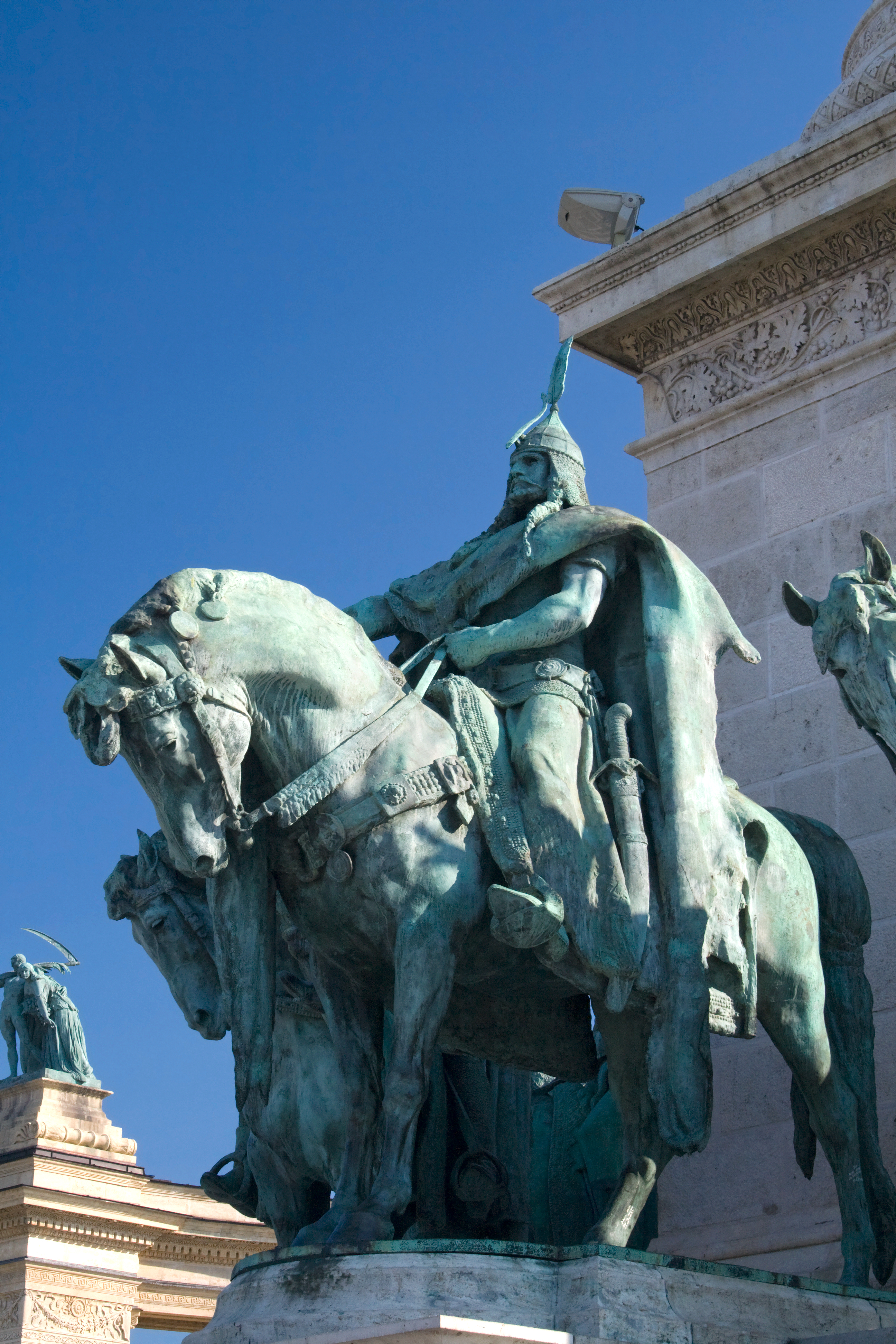
La scultura del Gran principe Árpád a Budapest

Intorno all'896, probabilmente sotto la guida di Árpád, gli ungari attraversarono i Carpazi e accedettero alla pianura pannonica (grosso modo presso la grande pianura ungherese).
Nell'899, i magiari sconfissero l'esercito di Berengario del Friuli nella battaglia del Brenta e invasero le regioni settentrionali dell'Italia. Durante questo periodo, saccheggiarono le campagne intorno a Treviso, Vicenza, Verona, Brescia, Bergamo e Milano. Subito dopo, arrivò anche la vittoria su Braslav di Croazia e, nel 901, attaccarono di nuovo l'Italia. Nel 902, condussero una campagna contro la Moravia settentrionale e surclassarono i difensori in maniera tale che lo Stato cessò di esistere o divenne poco più di un fantoccio. Quasi ogni anno dopo il 900, condussero campagne contro i cattolici a ovest e i bizantini a est. Nel 905, i magiari e il re Berengario stipularono un patto di amicitia e passarono quindici anni senza che le truppe ungare entrassero nuovamente in Italia.
Nel 907, Zoltán spronò i suoi a spingersi in Baviera, dove il duca Liutpoldo fu battuto nonostante la collaborazione dell'arcivescovo di Salisburgo e di altri due vescovi presenti sul campo di battaglia. Negli anni successivi, i magiari si spinsero in Sassonia, Turingia e Franconia: Ludovico IV il Fanciullo, uscito sconfitto da uno scontro avvenuto sul fiume Lech, dovette accettare il pagamento di un tributo. Gli attacchi proseguirono sotto l'imperatore Corrado I di Franconia, poiché, senza incontrare grossa resistenza, gli ungari si spinsero nel 916 fino ai dintorni di Brema e Amburgo. Nel 917, il numero di lotte salì in modo crescente: i razziatori assaltarono Basilea e giunsero pure in Alsazia e Lorena. Nel 919, prevalsero presso Lubiana sui carinzi, con il patriarca di Aquileia che sfuggì quasi per miracolo. Nel 920, condotti da Bogat e Darsac, luogotenenti di Zoltán, penetrarono in Italia prendendo di mira Aquileia, Verona e Pavia. Berengario, marchese del Friuli, ottenne una pace solo concedendo ingenti bottini agli assalitori. Nel 922, gli ungari combatterono contro l'imperatore Enrico I, il quale fu obbligato a riparare in un forte presso Wurzen, in Sassonia. Dopo aver depredato la regione, il comandante magiaro ordinò di spingersi in Franconia, Svevia e lago di Costanza, da cui poi sarebbe stato possibile raggiungere la Svizzera e, nuovamente, Alsazia e Lorena; da lì, tornarono in Sassonia e Turingia. L'imperatore Enrico rimase ferito nel corso di uno degli scontri, ma riuscì a fare prigioniero uno dei luogotenenti avversari e spinse gli attaccanti, che ne chiedevano il rilascio a una somma irrisoria, a stipulare una pace di nove anni per poterlo riavere tra le proprie file.

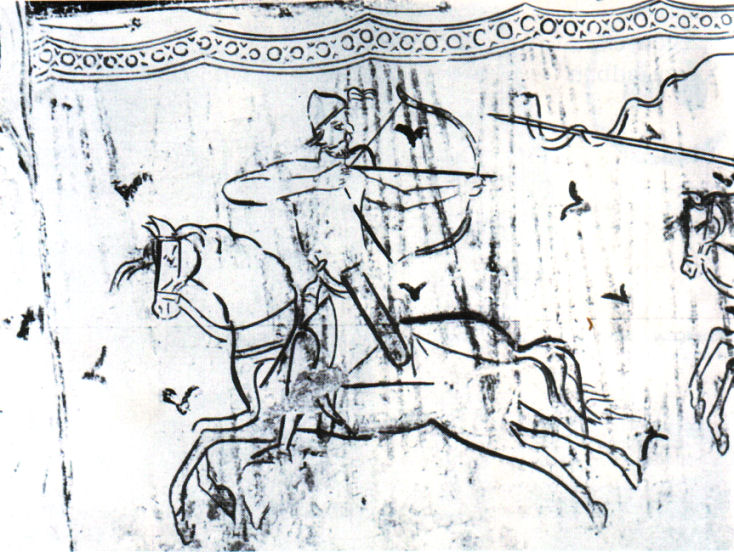
Dettaglio di un affresco che ritrae un guerriero ungaro, basilica di Aquileia

Su sollecito di Berengario, gli ungari giunsero a combattere in veste di mercenari, nel 924, nell'ambito dell'assedio di Pavia. Gli ungari non riuscirono a conquistare la città, ma le loro frecce incendiarie scatenarono un furioso incendio all'interno delle mura, che provocò la morte di moltissimi cittadini e la distruzione di molti edifici. Anziché tornare subito in Ungheria, i combattenti decisero di virare prima in Provenza e arrivarono alle porte di Nîmes nel 925. Zoltán concesse lì un periodo di riposo alle sue truppe, approfittandone per spingere i prigionieri fatti durante le campagne a popolare la sua terra di provenienza. Proprio perché quest'informazione è ritenuta abbastanza certa, si tende a dubitare del resoconto fornito dalla Cronaca del Prete di Doclea del tardo XII secolo, il quale afferma che Tomislav di Croazia sconfisse i magiari in battaglia. Nel 926, essi imperversarono nelle già provate Svevia e Alsazia, spingendosi fino all'odierno Lussemburgo e raggiungendo persino le coste dell'Oceano Atlantico.
Nel 932, essi si riavvicinarono alla Sassonia, ma riportarono una disastrosa sconfitta a Meersburg, dove persero la vita 1 036 uomini. Si decise a quel punto di cambiare preda e di virare verso l'impero bizantino, il quale, vedendo gli ungari avvicinarsi a Costantinopoli, optò per una pace a peso d'oro. Nel 935, Zoltán procedeva ancora verso la Svevia, l'Alsazia, la Lorena e la Borgogna. All'avvicinarsi di re Rodolfo di Francia, si spinse in Italia e penetrò fino alle porte di Napoli. Ritornato in Borgogna, Turingia, Baviera e Alsazia nel 937, Zoltán provò nuovamente a spingersi in Italia, spingendo, nel 939, Ugo, marchese di Provenza, a pagare affinché se ne andasse. Nel 942, gli ungari presero di mira la Spagna, in particolare la Catalogna, almeno secondo il resoconto fornito da Ibn Hayyan.
Nel 943, i magiari tornarono a presentarsi minacciosi alle porte di Costantinopoli: stando a quanto riferito dalle fonti, i romei riuscirono a negoziare una tregua dalla durata di un lustro, pur tuttavia dovendo elargire un discreto bottino. La tattica di cambiare sempre preda verso cui dirigersi sembrò portare profitto, considerata la mole di ricchezze accumulata. Nel 947, Bulcsú, uno dei luogotenenti fedeli a Taksony, condusse una campagna in Italia spingendosi fino in Puglia, costringendo Berengario a dover nuovamente pagarli per andarsene.
Nel 953, arrivò in Francia a Reims e Châlons. Quando il capo magiaro si spinse verso la Germania nel 955 ebbe luogo un evento che si rivelò decisivo per le sorti della Germania. Zoltán aveva incaricato tre dei suoi luogotenenti di giungere ad assediare la terra tedesca, due dei quali si stavano interessando dell'assedio di Augusta con 60 000 uomini; il terzo, alla guida di 40 000 combattenti, mise piede in Turingia. L'imperatore Ottone I entrò in Svevia con il suo esercito nel giorno di San Lorenzo (10 agosto), assalendo gli ungari posizionati sul Lech e surclassandoli: lo scontro è passato alla storia come battaglia di Lechfeld. I due luogotenenti fatti prigionieri vennero rimessi al duca di Baviera, che li bruciò vivi a Ratisbona. Sette generali ungari sopravvissero alla strage e vennero rimandati da Zoltán con le orecchie mozzate. Il terzo luogotenente impegnato negli scontri, che era riuscito a penetrare fino a Fulda, fece per vendetta trucidare migliaia di prigionieri fatti schiavi. La vittoria di Ottone favorì una normalizzazione della situazione in Germania, mentre anche Austria e Baviera avviarono la ricostruzione delle località distrutte. Le conseguenze demografiche delle incursioni di Zoltán si fecero comunque sentire per diverso tempo.
La battaglia di Lechfeld nel 955, in cui i magiari persero circa 5 000 guerrieri, arrestò infine la loro espansione, anche se le incursioni ai danni dell'impero bizantino proseguirono fino al 970.
Tra l'899 e il 970, stando alle fonti contemporanee, i ricercatori contano 45 (secondo Nagy Kálmán) o 47 (secondo Szabados György 38 a ovest e 9 a est) incursioni in diverse parti d'Europa. Di queste campagne solo 8 (17,5 %) terminarono con una disfatta (901, 913, 933, 943, 948, 951, 955, 970) e 37 si conclusero con un successo (82,5%).

## Cronologia delle razzie ungare

### Prima della conquista del bacino carpatico
- 811 – Gli ungari, in alleanza con Krum di Bulgaria contro l'imperatore Niceforo I, partecipano alla battaglia di Pliska sui monti Haemus (monti Balcani).[4]
- 839 – Gli ungari, allora concentrati ad est dei Carpazi, nell'Etelköz, combattono nel Basso Danubio su richiesta del Primo Impero bulgaro contro i bizantini insorti.[25]
- 861 - San Cirillo viene attaccato in Crimea dagli ungari «che urlano come lupi», ma vedendolo pregare, tornano pacifici.[26]
- 862 - Prima incursione degli ungari nella pianura pannonica su richiesta di Rastislav di Moravia contro il Regno dei Franchi Orientali.[26]
- 870 circa - al-Djayhani e Ibn Rusta riporta che le tribù ungare attaccano gli slavi e i rus' che vivono vicino ai loro confini, li sconfiggono continuamente, costringendoli a pagare tributi, portando molti di loro a Kerč' in Crimea, vendendoli come schiavi ai bizantini.[27]
- 881 - Le truppe ungare, aiutando i moravi, combattono due battaglie contro i tedeschi.[26]
- 882 - Il "re" magiaro si incontra con i Santi Cirillo e Metodio al Basso Danubio per discutere.[28]
- 892 - Le truppe ungare attaccano la Grande Moravia in alleanza con il re dei Franchi Orientali Arnolfo di Carinzia.[29]

- 894

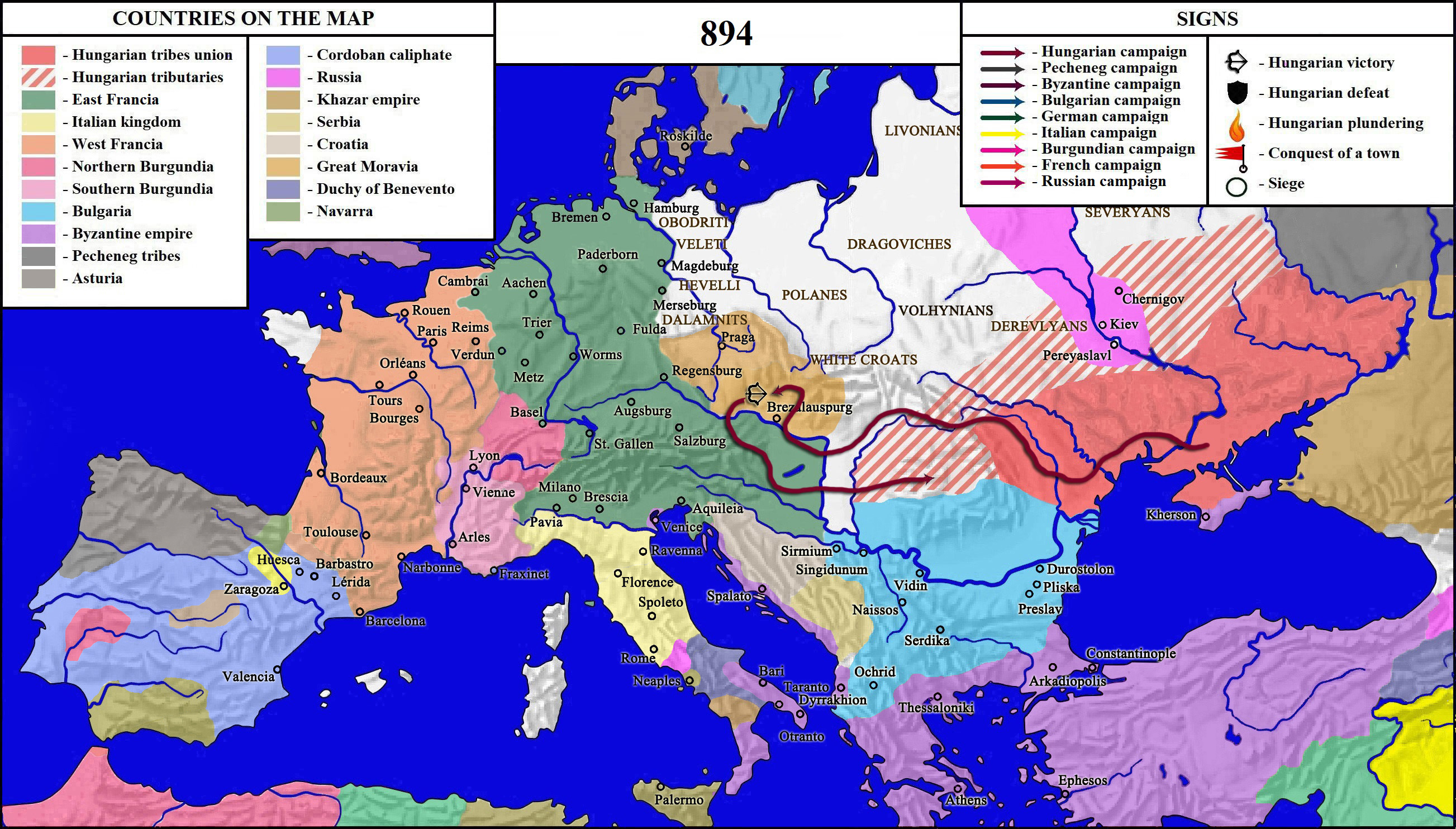
La campagna ungara dell'894

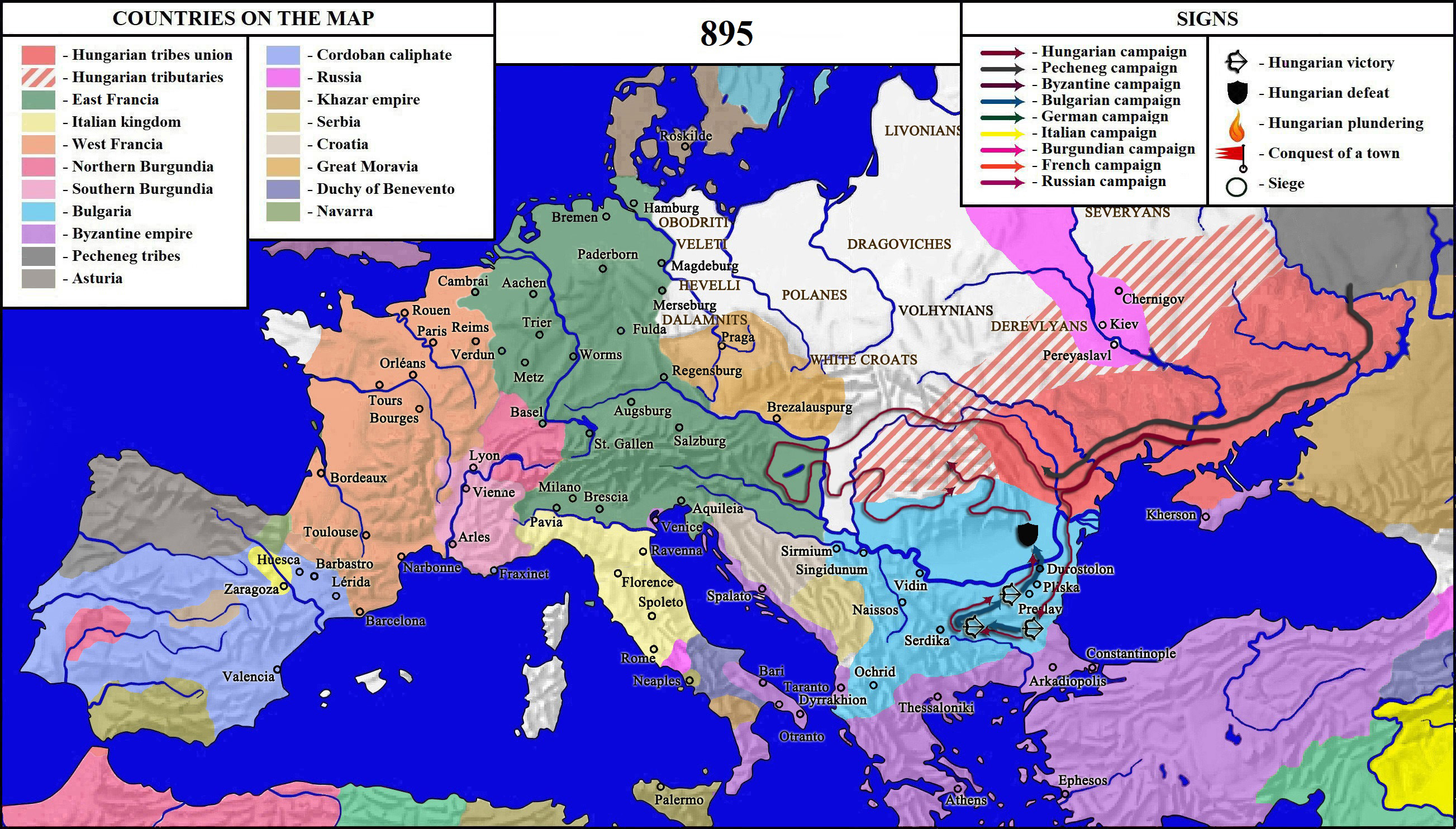
La conquista ungara nell'894-895

  - In alleanza con Svatopluk I di Moravia, gli ungheresi attaccano la provincia della Pannonia, parte del regno dei Franchi Orientali. Svatopluk perde la vita durante questa guerra.[30]
  - I bulgari, guidati da Simeone I il Grande, attaccano i bizantini, i quali chiedono aiuto agli ungari. Un esercito di questi ultimi, guidato da Liüntika, surclassa l'esercito bulgaro in tre battaglie (sul Danubio, a Silistra e a Preslav), e costringe Simeone a ritirarsi a Silistra.[7][31]
- 895 - Simeone si allea con i peceneghi e attacca al loro fianco gli ungari, costringendoli a ripiegare verso ovest e ad accedere al bacino dei Carpazi. Gli ungari conquistano le parti orientali della pianura pannonica fino al fiume Danubio. Qui gli ungari sconfiggono i bulgari nella Transilvania meridionale e vicino al fiume Tibisco, dando il via alla honfoglalás.[32]

### Dopo la conquista del bacino carpatico
- 899 - Le truppe ungare attaccano il Regno d'Italia e sconfiggono, il 24 settembre, nella battaglia del Brenta l'esercito di Berengario I del Friuli, bruciando Modena e attaccando Venezia. Berengario accetta di rendere loro omaggio.[33]

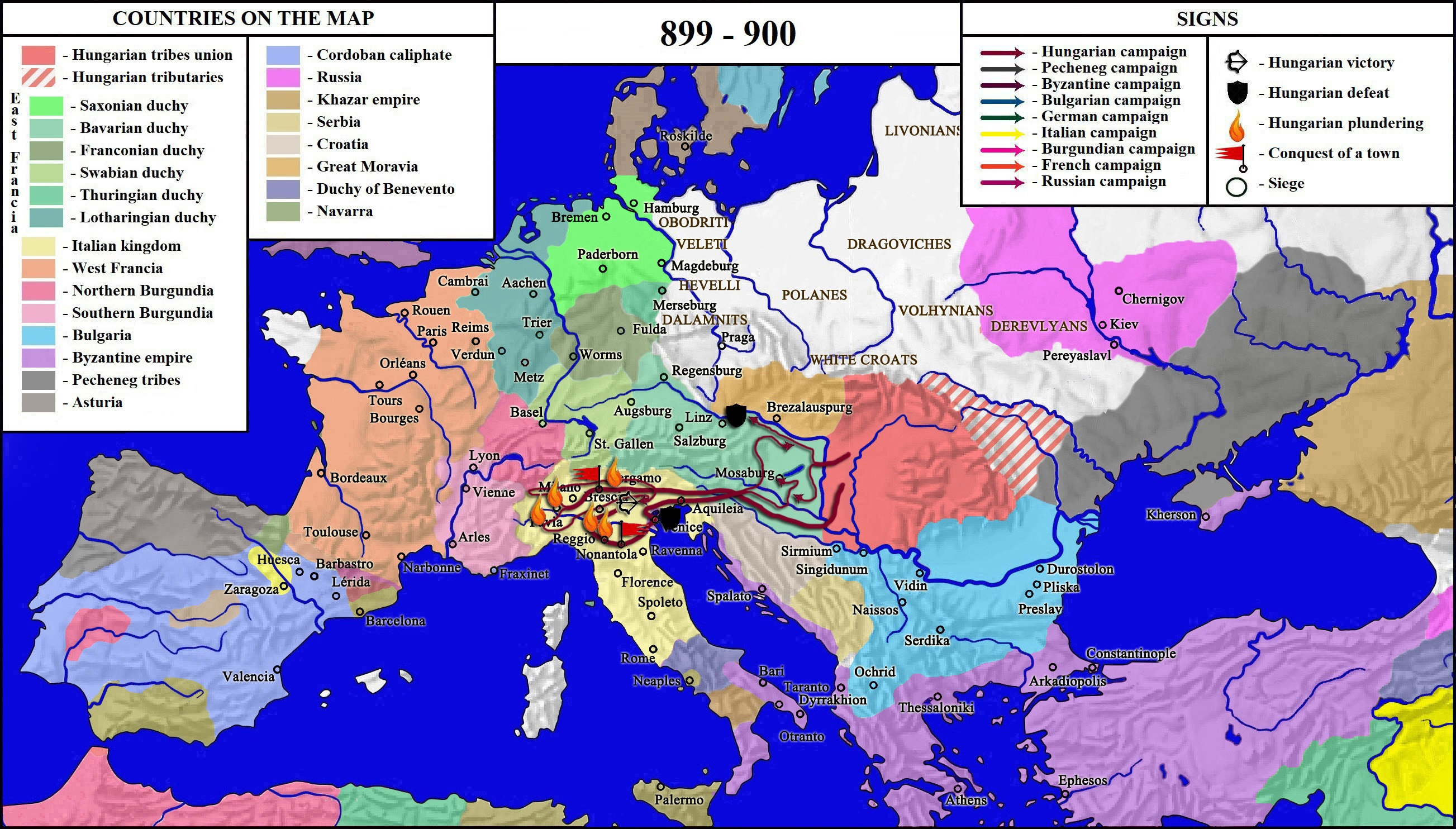
La campagna ungara in Italia, con la battaglia del Brenta e poi la campagna che portò alla cattura di Dunántúl

- 900 - Le unità dell'esercito ungherese conquistano la Pannonia, dopo che la loro proposta di alleanza con i franchi orientali viene respinta. Si compie dunque un altro passo nella conquista ungherese.[34]
- 901
  - Attacco ungherese alla Carinzia e al Nord Italia.
  - 11 o 18 aprile - L'esercito magiaro della Carinzia viene sconfitto dal margravio Ratold a Lubiana.[35]
- 902 - Gli ungari conquistano le parti orientali della Grande Moravia, portando a termine la conquista del bacino dei Carpazi, mentre gli slavi dell'ovest e del nord di questa regione, iniziano a rendere loro omaggio.[36]
- 903 - Un'unità ungherese fa irruzione in Baviera, venendo però sconfitta vicino al fiume Fischa.[36]
- 904
  - Il comandante politico e militare ungherese Kurszán (kende, gyula o harka) viene invitato a un banchetto e poi assassinato dai bavaresi.[36]
  - All'inizio dell'estate, le truppe magiare giungono in Lombardia.[36]
- 905
  - Re Berengario del Friuli si allea con gli ungari contro il suo nemico, Ludovico di Provenza, che si dichiara imperatore d'Italia.
  - All'inizio dell'estate, i Magiari sconfiggono Ludovico di Provenza, che viene poi accecato da Berengario.[37]

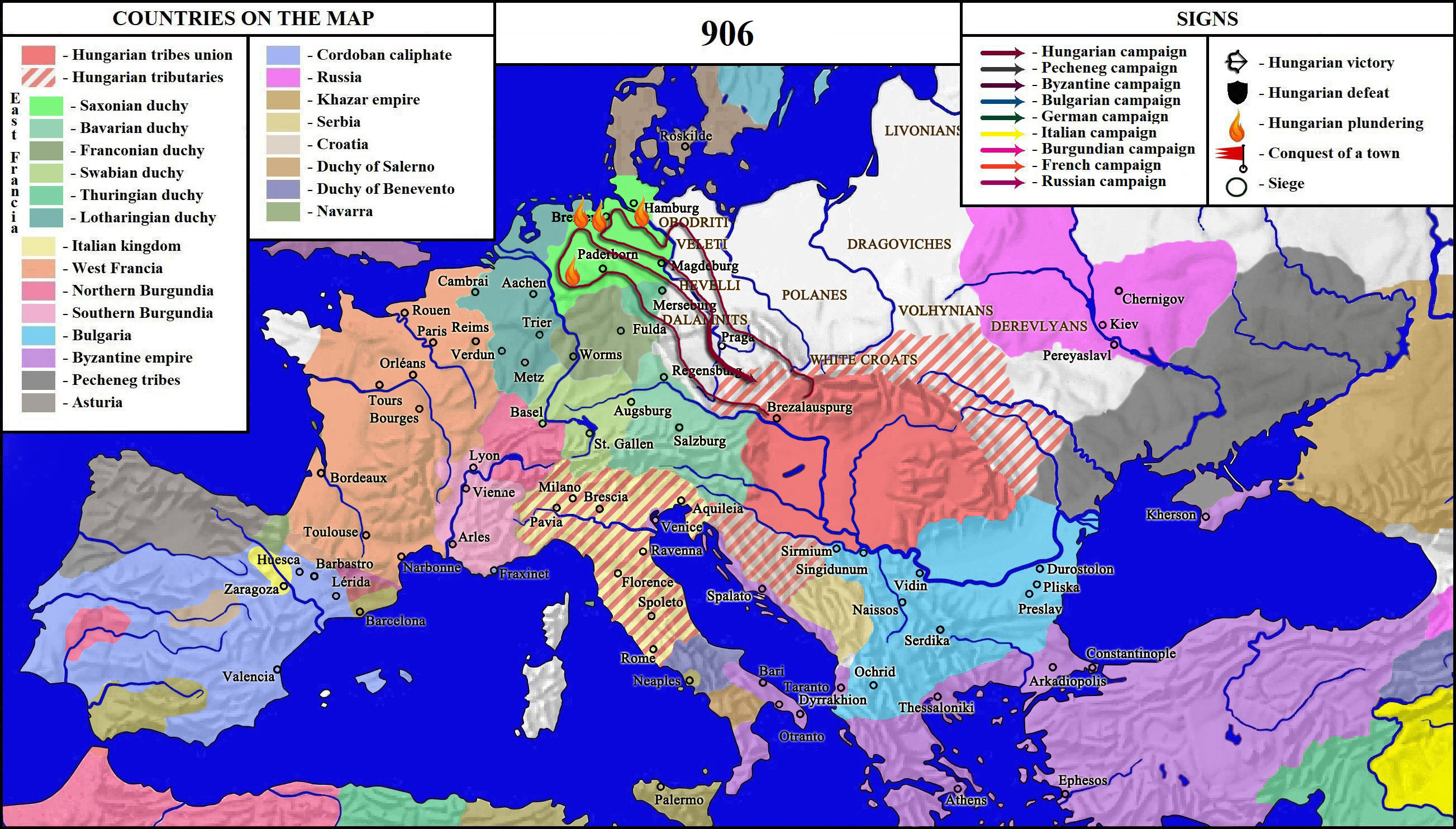
La campagna ungara in Sassonia del 906

- 906 - Due eserciti ungheresi devastano, in rapida successione, il Ducato di Sassonia. Ai magiari era stato chiesto di venire dalla tribù slava dei Dalamancia, minacciata dagli attacchi sassoni.[37]
- 907
  - 4–6 luglio - Un'armata di Franchi orientali guidata dal margravio Liutpoldo di Baviera, recatosi in territorio ungaro per espellere i suoi abitanti dal bacino carpatico, subisce una grande disfatta nella battaglia di Presburgo. Liutpoldo, Teotmaro di Salisburgo, il principe Sieghard, 19 conti, 2 vescovi e 3 abati vengono uccisi negli scontri, così come la maggior parte dei soldati.[36] Con tale battaglia si considera conclusa della conquista ungherese.[38]
  - Luglio–agosto - Gli ungari assaltano la Baviera causando ingenti danni e occupando molte città, sulla via del loro ritorno a casa, oltre a surclassare un esercito bavarese a Lengenfeld. Il confine ungaro-bavarese è fissato sul fiume Enns.[39]
- 908 – Gli ungari attaccano la Turingia e la Sassonia e, il 3 agosto, sconfiggono nella battaglia di Eisenach Burcardo di Turingia. Quest'ultimo, Egino di Turingia e Rodolfo I di Würzburg muoiono durante i combattimenti.[40]
- 909
  - Primavera - Le truppe ungare imperversano in Baviera e Svevia.
  - 4 agosto - Vengono date alle fiamme le due chiese di Frisinga, in Baviera.
  - 11 agosto - Gli ungari, di ritorno dalla Germania, vengono sconfitti a Pocking dai bavaresi guidati da Arnolfo di Baviera.[40]

- 910

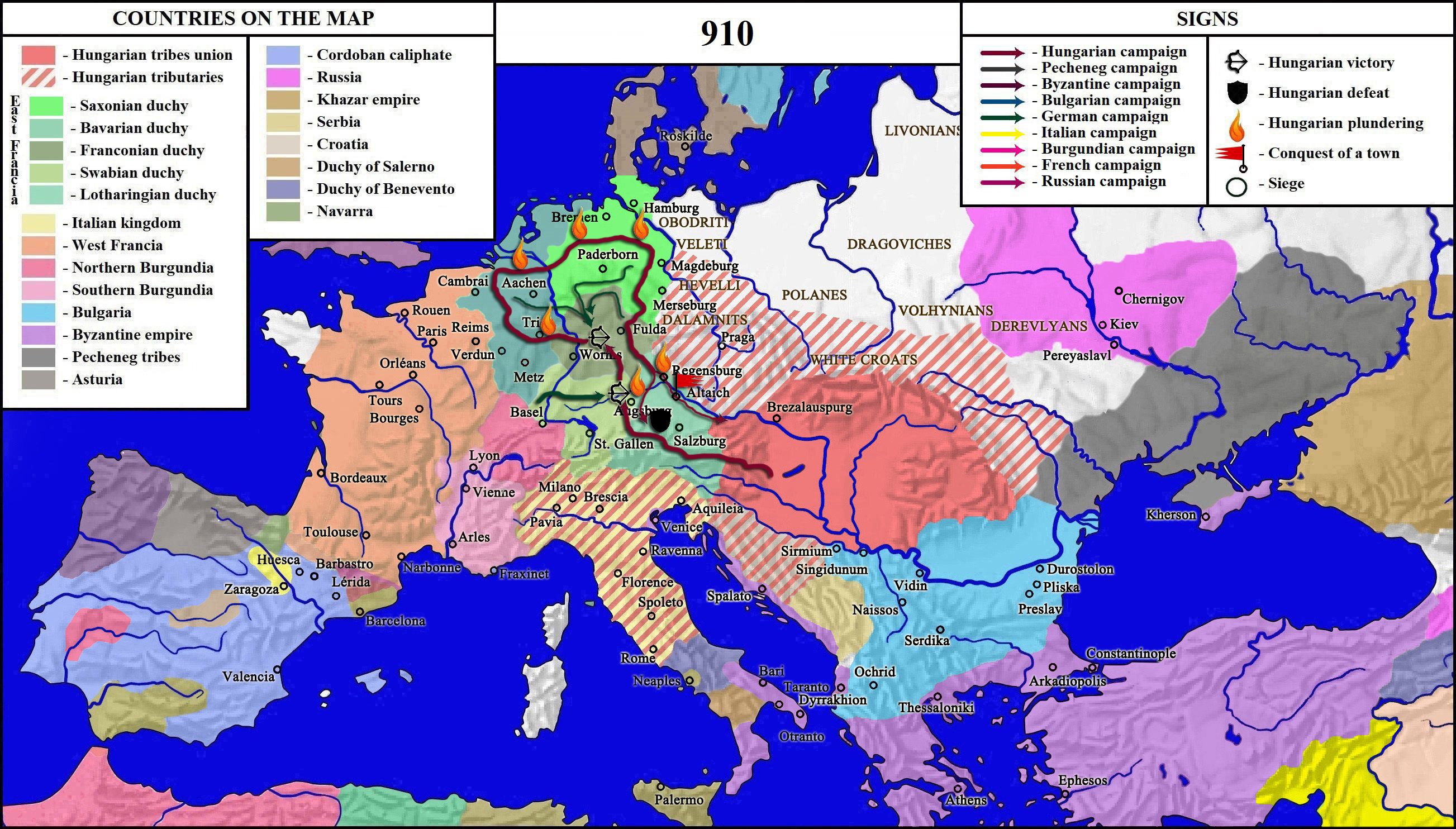
La campagna ungara del 910, che portò alle vittorie di Augusta e Rednitz

  - 12 giugno - Gli ungari surclassano l'esercito del re tedesco Ludovico IV il Fanciullo nella prima battaglia di Augusta, comandato dal conte Gozbert di Alemannia. Il comandante e Managolt, conte di Alemannia, muoiono nella battaglia.
  - 22 giugno - La stessa armata ungara entra in Franconia e sconfigge un esercito congiunto dei ducati di Franconia, Lotaringia e Baviera nella battaglia di Rednitz. Il comandante tedesco Gebeardo di Lotaringia e Liudger, conte di Ladengau, vengono uccisi nella battaglia.
  - Ludovico IV il Fanciullo chiede la pace e inizia a rendere omaggio.
  - Gli ungheresi di ritorno saccheggiano i dintorni di Ratisbona, Altaich e Osterhofen, ma una delle loro unità di cavalleria minori viene sconfitta da Arnolfo di Baviera a Neuching.[41]
- 911 - I magiari attraversano la Baviera e attaccano la Svevia e la Franconia, colpendo nello specifico i territori compresi tra Meinfeld e l'Argovia. In seguito, attraversano il Reno e attaccano la Borgogna per la prima volta.[42]
- 912 - Gli ungari attaccano la Franconia e la Turingia, costringendo il nuovo re dei Franchi orientali, Corrado I di Franconia a rendere loro tributo.[42]

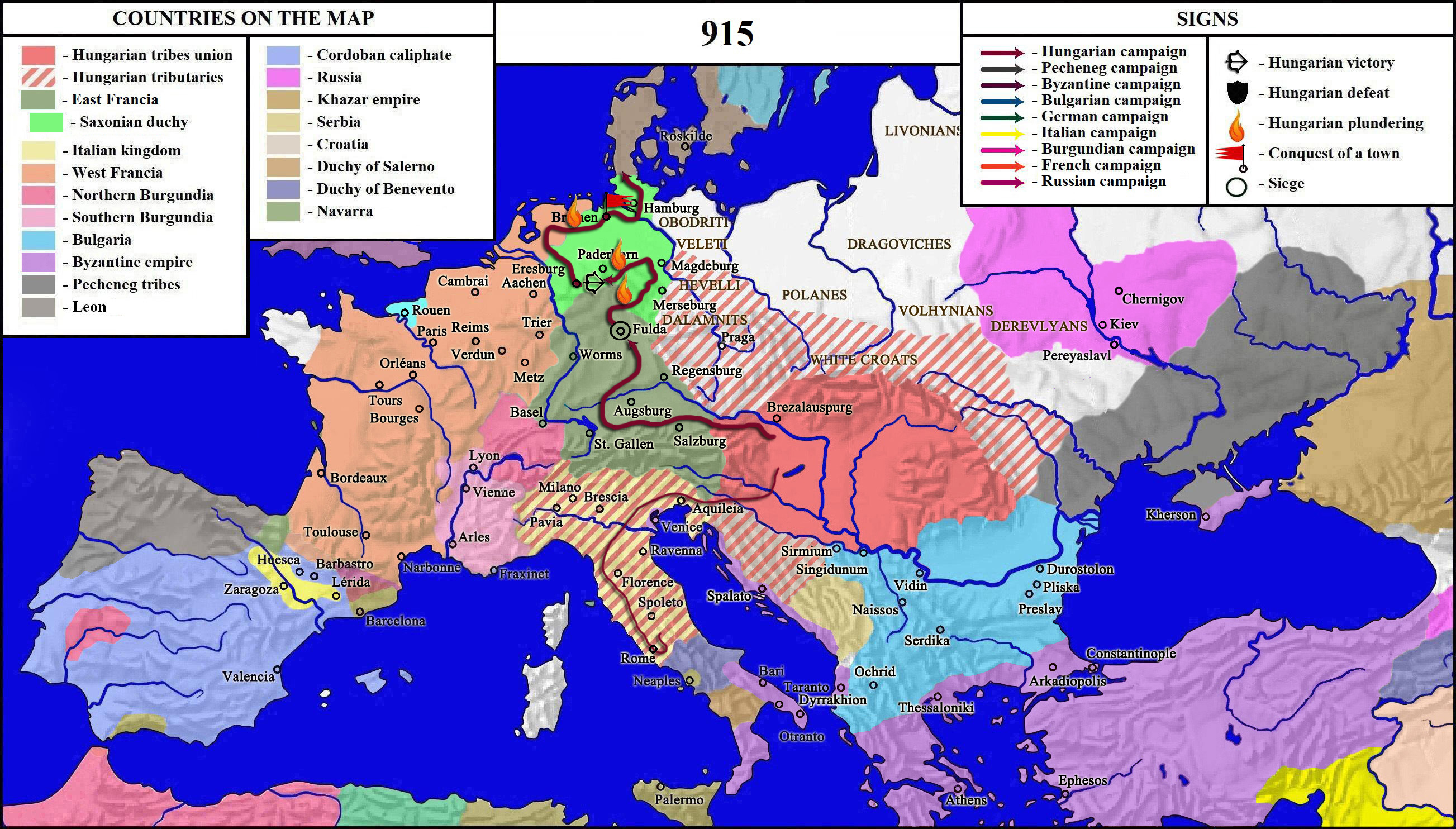
Le campagne ungare del 915 nel regno dei Franchi Orientali e in Italia

- 913 - Incursione ungara in Baviera, Svevia e Borgogna settentrionale. Al loro ritorno, affrontano l'esercito combinato di Arnolfo di Baviera, Ercangero di Svevia, i duchi Ulderico e Bertoldo, i quali prevalgono ad Aschbach, sul fiume Inn (battaglia dell'Inn).[43]
- 914 - Il duca Arnolfo di Baviera e la sua famiglia sono costretti a riparare in Ungheria per opera del re Corrado I di Franconia. Gli ungari gli promettono aiuto per riconquistare il suo trono.[44]
- 915 - Un esercito ungherese devasta la Svevia e poi la Franconia. Una delle loro unità saccheggiatrici attacca il monastero di Fulda e viene respinta, ma riesce comunque nell'intento di bruciare l'abbazia di Corvey e di saccheggiare il monastero di Santa Ida a Herzfeld. In Sassonia, gli ungari razziano Valun, poi bruciano Brema e, dopo aver sbaragliato un esercito sassone a Eresburgo, arrivano al confine con la Danimarca.[44]
- 916 – Un esercito ungaro assiste Arnolfo di Baviera nel suo primo e infruttuoso attacco volto a riconquistare il suo ducato.[44]

- 917
  - La campagna verso Ovest

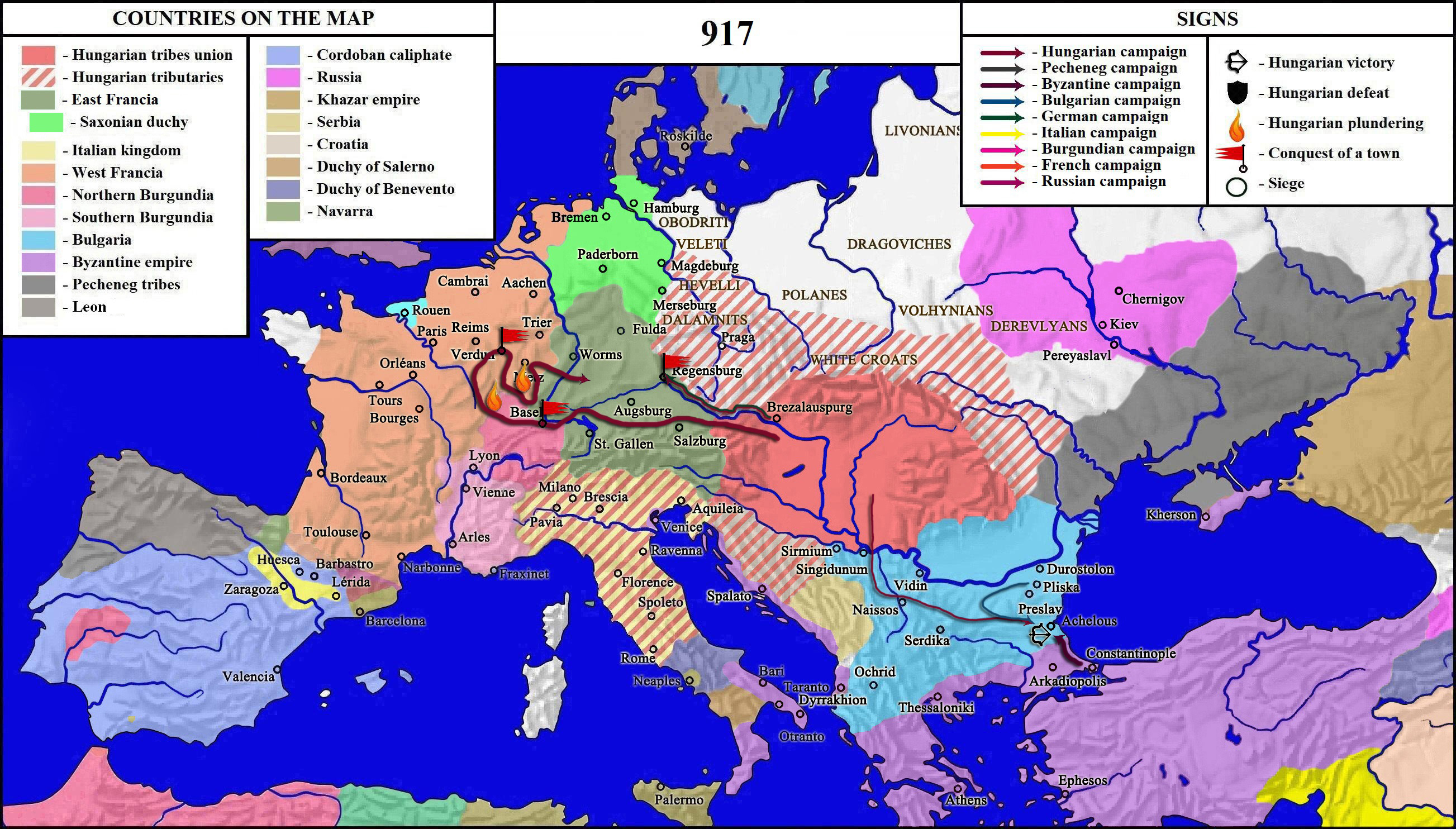
Campagne ungare in Europa nel 917

    - 21 gennaio - Gli ungari saccheggiano e bruciano Basilea, quindi invadono il Ducato d'Alsazia.
    - Febbraio - Gli assalitori accedono in Lotaringia, distruggendo Verdun, bruciando Moyenmoutier e i monasteri di Saint-Dié-des-Vosges e Remiremont.

  - Con l'ausilio degli ungari, Arnolfo, duca di Baviera, rioccupa il suo regno a scapito delle forze di Corrado I di Franconia. A seguito di tale evento, diventa un fedele alleato degli ungari, finendo per pagare loro un tributo alla stessa maniera del suo vicino, Burcardo II di Svevia.[45]
  - Le truppe ungare affiancano Simeone I di Bulgaria e prevalgono sui bizantini nella grande battaglia di Anchialo.[46]

- 919–920

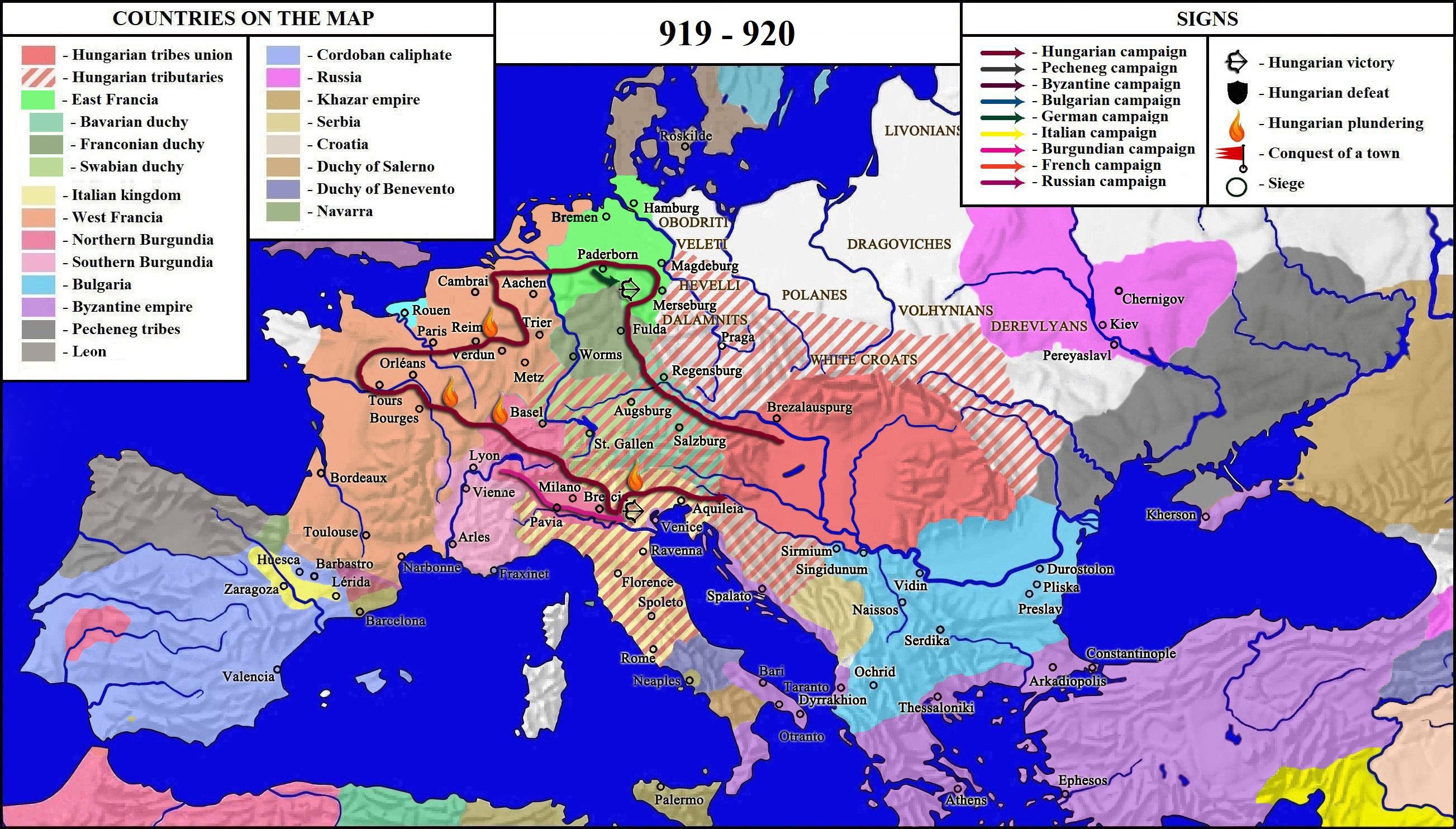
La campagna ungara in Europa del 919-920, che portò alle vittorie magiare di Püchen, contro il re dei Franchi Orientali, e del 920 contro il re borgognone localizzato in Italia

  - Dopo l'elezione di Enrico I di Sassonia come nuovo re dei Franchi Orientali, un esercito ungaro entra in Germania e sconfigge le forze poste a difesa nella regione durante la battaglia di Püchen, dirigendosi poi ad ovest.
  - Gli ungari giungono in Lotaringia e in Francia. Il re Carlo il Semplice non riesce a radunare abbastanza forze per affrontarli in battaglia, dovendo perciò ritirarsi e assistere impotente ai saccheggi nel suo regno.[46]
  - All'inizio del 920, lo stesso esercito ungherese accede da ovest in Borgogna e poi in Lombardia, battendo Rodolfo II di Borgogna, intento ad attaccare Berengario del Friuli, alleato del Principato d'Ungheria. In seguito, i magiari depredano i dintorni delle presunte città italiane sostenitrici di Rodolfo: Bergamo, Piacenza e Nogara.[46][47]
- 921-922
  - Nel 921 un esercito ungaro guidato da Dursac e Bogát entra nell'Italia settentrionale, per poi annientare, tra Brescia e Verona, le forze dei sostenitori italiani di Rodolfo II di Borgogna. Muore in questo frangente il palatino Odelrico e viene fatto prigioniero Gisleberto, conte di Bergamo.
  - Lo stesso esercito si dirige verso l'Italia meridionale, dove sverna, e nel gennaio 922 saccheggia le regioni tra Roma e Napoli.
  - 4 febbraio - L'esercito magiaro attacca la Puglia governata dai bizantini.[48]

- 924

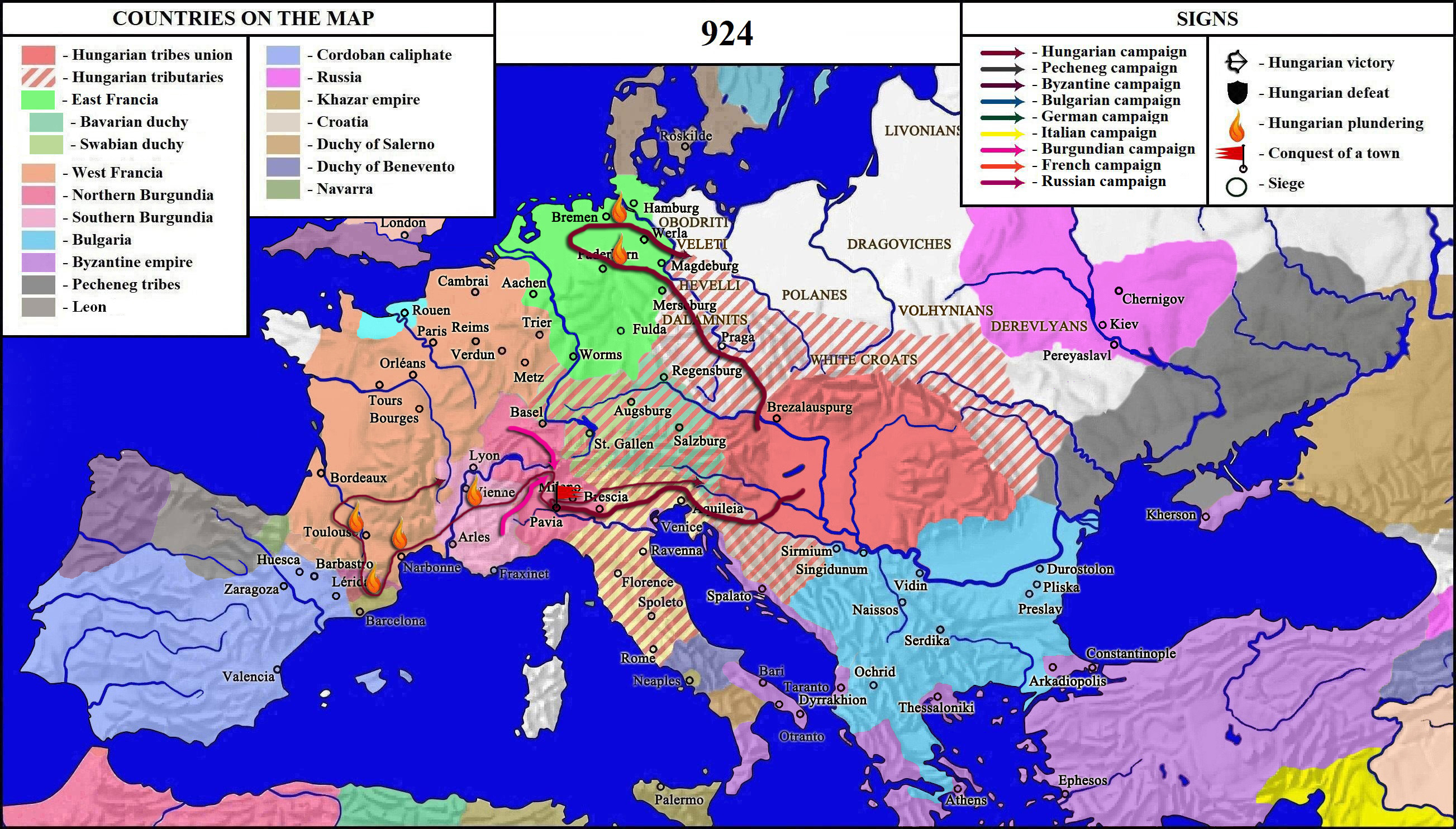
Le campagne ungare del 924 in Italia, Borgogna, Francia meridionale e Sassonia

  - Campagna in Italia e nel sud della Francia
    - Primavera - Rodolfo II di Borgogna viene eletto dagli insorti italiani re d'Italia a Pavia. L'imperatore Berengario chiede aiuto agli ungari, i quali inviano poi un esercito guidato da Szalárd (e forse Zoltán) che non riuscì a penetrare nella ribelle Pavia, nonostante la devastazione causata nei dintorni e l'impiego di galee da guerra sulle rive del fiume Ticino.
    - 7 aprile - Quando l'imperatore Berengario viene assassinato a Verona, gli ungari si dirigono minacciosi verso la Borgogna. Rodolfo II e Ugo di Provenza cercano di accerchiarli nei passi delle Alpi, ma gli ungari sfuggono dall'imboscata e attaccano la Gotia e i dintorni di Nîmes. Il ritorno alla loro terra si deve soltanto allo scoppio di una pestilenza tra le file magiare.[49]

  - Campagna in Sassonia
    - Un altro esercito ungaro saccheggia la Sassonia. Il re tedesco Enrico I si ritira nel castello di Werla. Un nobile ungaro cade in circostanze fortunose nelle mani dei tedeschi e re Enrico sfrutta questa opportunità per negoziare, chiedendo la pace e accettando di rendere omaggio al Principato d'Ungheria.[50]

- 926

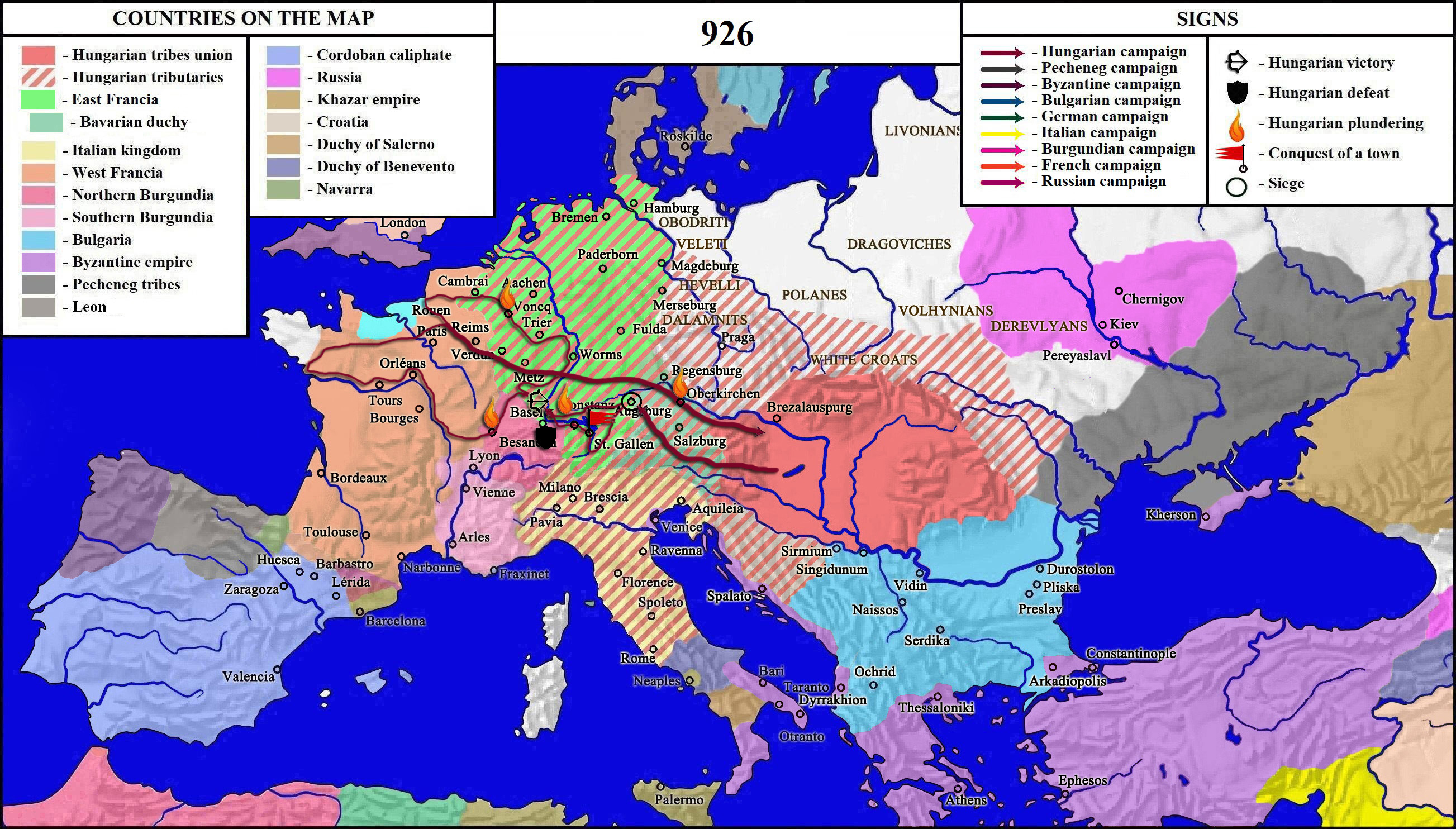
La campagna ungara in Europa nel 926

  - 1-8 maggio - Le truppe ungheresi entrano in Svevia come alleate del nuovo re italiano, Ugo di Provenza, assediano Augusta.[51] Occupano poi l'abbazia di San Gallo, dove risparmiano la vita al monaco Eribaldo, i cui resoconti forniscono una descrizione dettagliata delle loro tradizioni e del loro modo di vivere.[52] Dalla località religiosa, inviano unità minori per perlustrare e saccheggiare i dintorni. Una di queste uccide Viborada di San Gallo, che aveva avuto secondo i resoconti storici una visione dell'attacco magiaro.
  - Dopo l'8 maggio - I magiari assediano Costanza, incendiandone i sobborghi, quindi si dirigono verso ovest in direzione di Sciaffusa e Basilea. Una delle loro unità viene sconfitta dai locali a Säckingen sulle rive del Reno; dopo aver attraversato il fiume con alcune navi catturate nell'Alsazia, sconfigge le truppe del conte Liutfredo. In seguito, procedendo lungo le acque del Reno, si dirigono verso nord e saccheggiano i dintorni di Voncq. Raggiunte addirittura le sponde dell'Oceano Atlantico, si dirigono verso casa passando per Reims. Sempre sulla via del ritorno, rinnovano l'alleanza con Arnolfo di Baviera.
  - 29 luglio - Gli ungari radono al suolo Oberkirchen.[53]

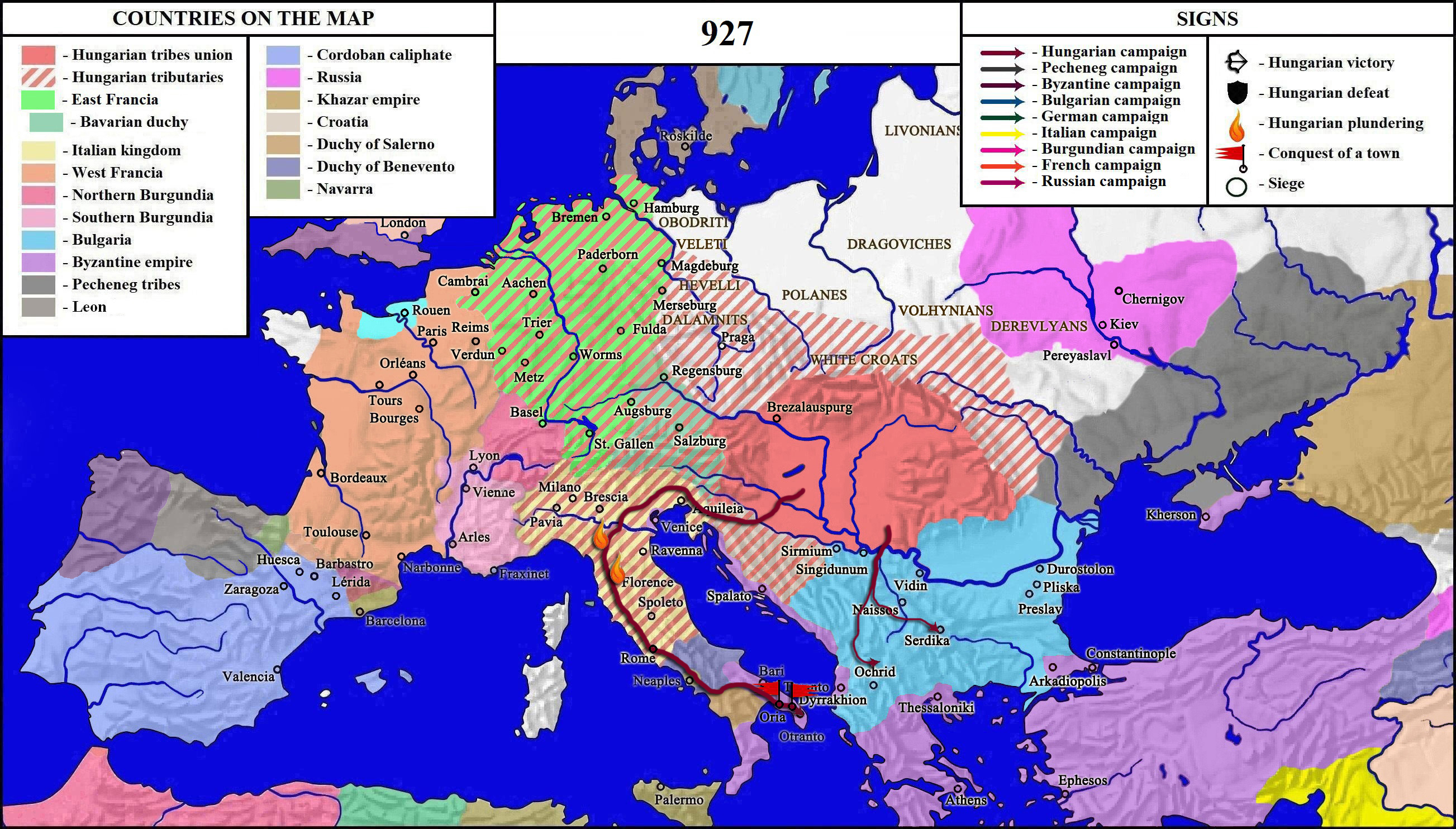
Le campagne ungare del 927 in Italia e nei Balcani

- 927 - Re Ugo di Provenza chiama le truppe ungare per aiutare il margravio Pietro a ripristinare il suo potere a Roma contro papa Giovanni X, ma la campagna non riesce. Durante e dopo questi eventi, avvengono comunque saccheggi in Toscana e Puglia, catturando molti prigionieri e occupando le città di Oria e Taranto.[54]
- 931 - Un esercito ungaro brucia la città italiana di Piacenza.[55]
- 933
  - Inizio marzo - Poiché il re tedesco Enrico I di Sassonia si rifiuta di continuare a rendere omaggio al Principato d'Ungheria, dei combattenti magiari fanno il loro accesso nella terra natia di lui. Si inseriscono nelle aree abitate dalla tribù slava dei Dalamancia, che rifiutano la loro proposta di alleanza, dividendosi poi in due tronconi. In tempi brevi, l'esercito che cerca di aggirare la Sassonia da ovest viene sconfitto dalle forze combinate di Sassonia e Turingia vicino a Gotha.
  - 15 marzo - L'altro esercito assedia Merseburg, ma in seguito viene sconfitto nella battaglia di Riade dall'esercito reale.[55]

- 934
  - Ovest

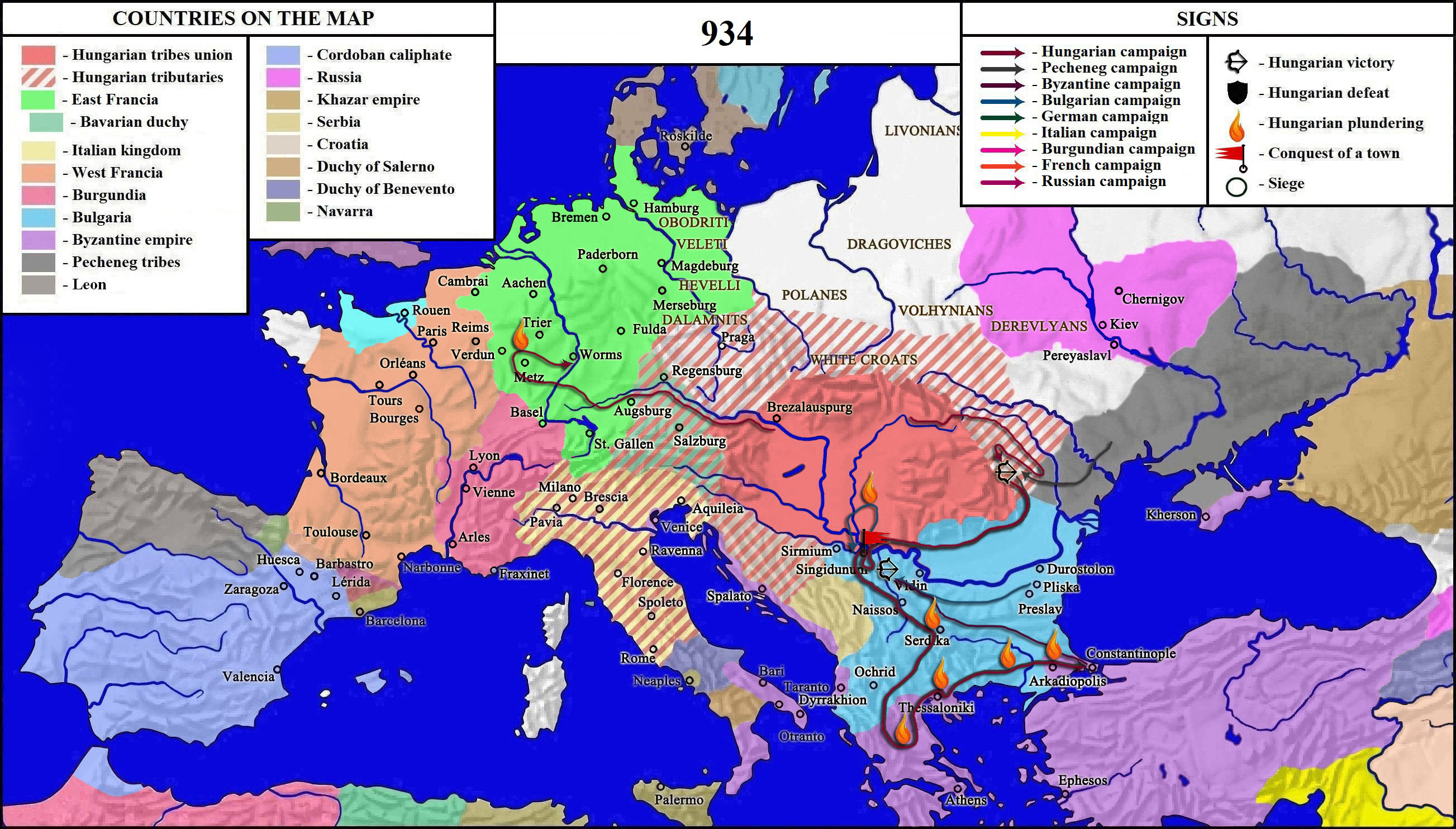
La campagna ungara del 934 contro la Bulgaria e l'impero bizantino, che portò all'inizio del pagamento del tributo bizantino verso i magiari

    - Un esercito ungherese fa irruzione nei dintorni di Metz, in Lotaringia.[56]

  - Balcani
    - Scoppia la guerra tra gli ungari e i peceneghi, ma si conclude una pace dopo la notizia di un attacco bulgaro contro i rispettivi territori di riferimento partito dalla città di W.l.n.d.r. (probabilmente Belgrado). Gli ungari e i peceneghi decidono di attaccare questa città.
    - Aprile - L'esercito ungaro-pecenego sconfigge, nella battaglia di W.l.n.d.r, le forze bizantino-bulgare giunte in soccorso, conquistando poi la città e saccheggiandola per tre giorni.
    - Maggio-giugno - Gli alleati saccheggiano la Bulgaria, si dirigono dunque verso Costantinopoli, dove si accampano per 40 giorni, e saccheggiano la Tracia facendo molti prigionieri. I romei concludono un trattato di pace con gli ungari, liberando i prigionieri e accettando di rendere omaggio al Principato d'Ungheria.[57]
- 935 - Razzia ungherese in Aquitania e Bourges. Sulla strada di ritorno, depredano ricchezze Borgogna e nel Nord Italia, specie nei dintorni di Brescia.[56]

- 936-937

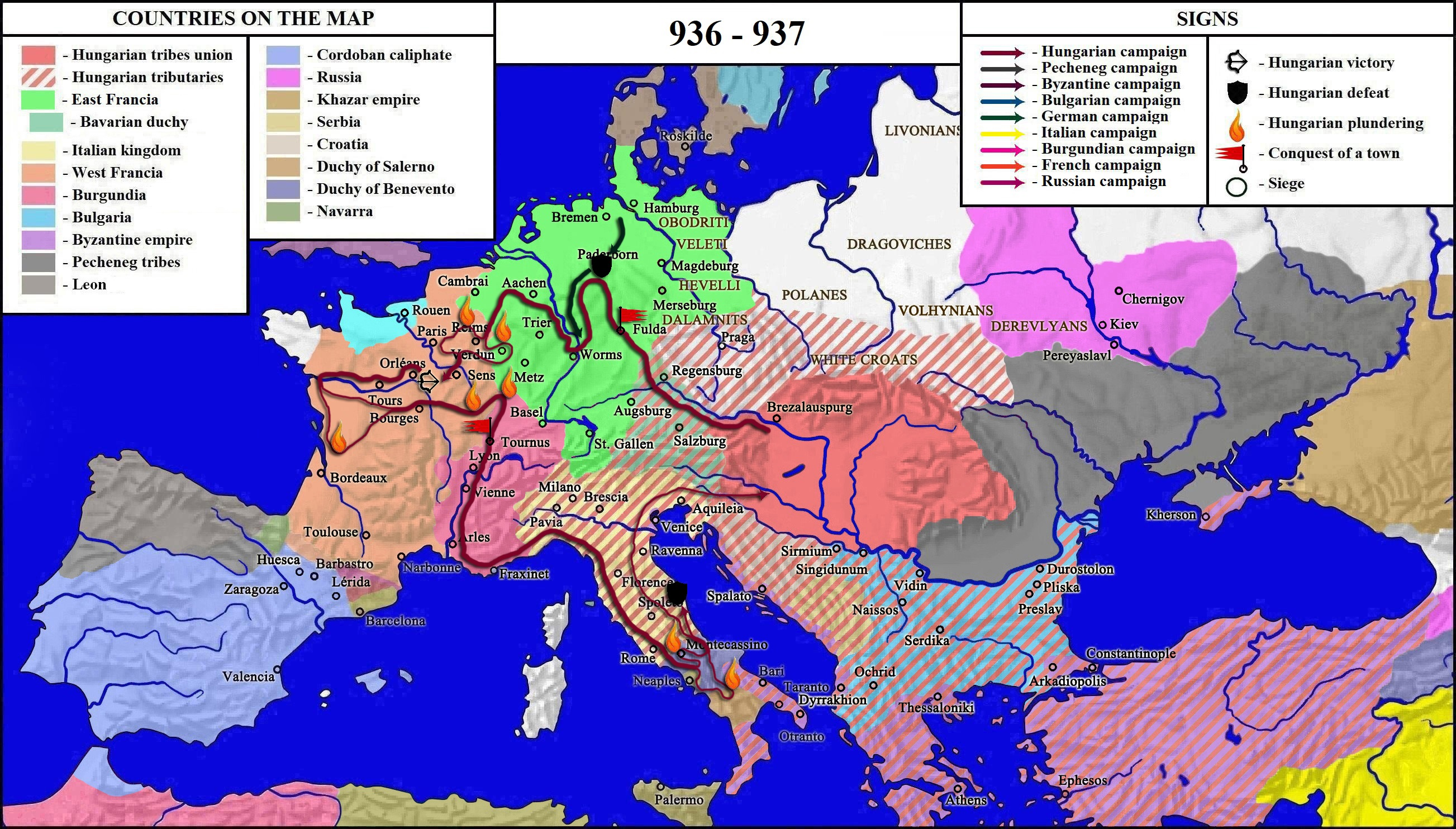
La campagna ungara in Europa dal 936 al 937

  - Fine del 936 - Gli ungari, con l'obiettivo di costringere il nuovo re tedesco, Ottone I di Sassonia, a rendere loro tributo, attaccano la Svevia e la Franconia e bruciano l'abbazia di Fulda. In seguito, fanno il loro ingresso in Sassonia, ma le forze del nuovo monarca li scacciano verso la Lotaringia e il regno dei Franchi Occidentali.
  - 21 febbraio 937 - I magiari si recano in Lotaringia, attraversano il Reno a Worms e avanzano verso Namur.
  - Gli ungari occupano l'abbazia di San Basolo da Verzy, impiegandola come quartier generale. Da quella posizione, inviano unità di saccheggio per attaccare le abbazie da Orbay, Santa Macra da Fîmes e la città di Bouvancourt.
  - 24 marzo - Raggiungono la città di Sens, dove bruciano l'abbazia di San Pietro.
  - A Orléans, combattono un esercito franco guidato dal conte Ebbes de Déols, il quale viene colpito nella battaglia e muore in seguito per le ferite. Dopo ciò, gli ungari, seguendo il corso della Loira, attraversano tutta la Francia fino all'Oceano Atlantico, ritornando attraverso sud-est e la Borgogna: vengono presi di mira in particolare i dintorni di Bourges.
  - Dopo l'11 luglio - Gli ungari entrano in Borgogna vicino a Digione, saccheggiando il monastero di Luxeuil, poi saccheggiano la valle del Rodano, bruciano la città di Tournus, occupano i monasteri di San Deicolo e San Marcello, ma falliscono al monastero di Sant'Apollinare.
  - Agosto - Continuando la loro campagna, gli ungari entrano in Lombardia da ovest, dove Ugo di Provenza chiede loro di spingersi nell'Italia meridionale per aiutare i bizantini. Gli ungari saccheggiano i dintorni di Capua, realizzano il loro accampamento sempre in Campania e inviano piccole unità a alle porte di Napoli, Benevento, Sarno, Nola e Montecassino. L'abbazia di quest'ultima località dona loro oggetti dal valore di 200 hyperpyron romei per riscattare i prigionieri.[58]
  - Autunno - Un'unità ungara sulla strada del ritorno in patria subisce un'imboscata sull'appennino abruzzese ad opera delle forze locali e perde il bottino conquistato.[58]
- 938
  - Fine luglio - Gli ungari attaccano la Turingia e la Sassonia, si accampano nei pressi del Wipper, a nord dei monti Harz, e disperdono i propri uomini in ogni direzione. Una di queste unità perde a Wolfenbüttel e il suo capo viene ucciso. Un'altra è fuorviata dalle sue guide slave nelle paludi di Drömling, subendo un'imboscata e  seguente massacro ad opera dei tedeschi a Belxa. Gli ungari riscattano il capo catturato accettando di ritirarsi.
  - Dopo il 31 agosto - Apprendendo queste disfatte, il principale esercito ungaro, accampato presso il fiume Bode, si ritira in Ungheria.[59]
- 940 - In aprile le truppe ausiliarie ungare in soccorso di Ugo di Provenza nella sua campagna contro Roma vincono alle porte dell'Urbe contro i nobili locali, ma vengono poi sconfitti dai longobardi.[59]

- 942

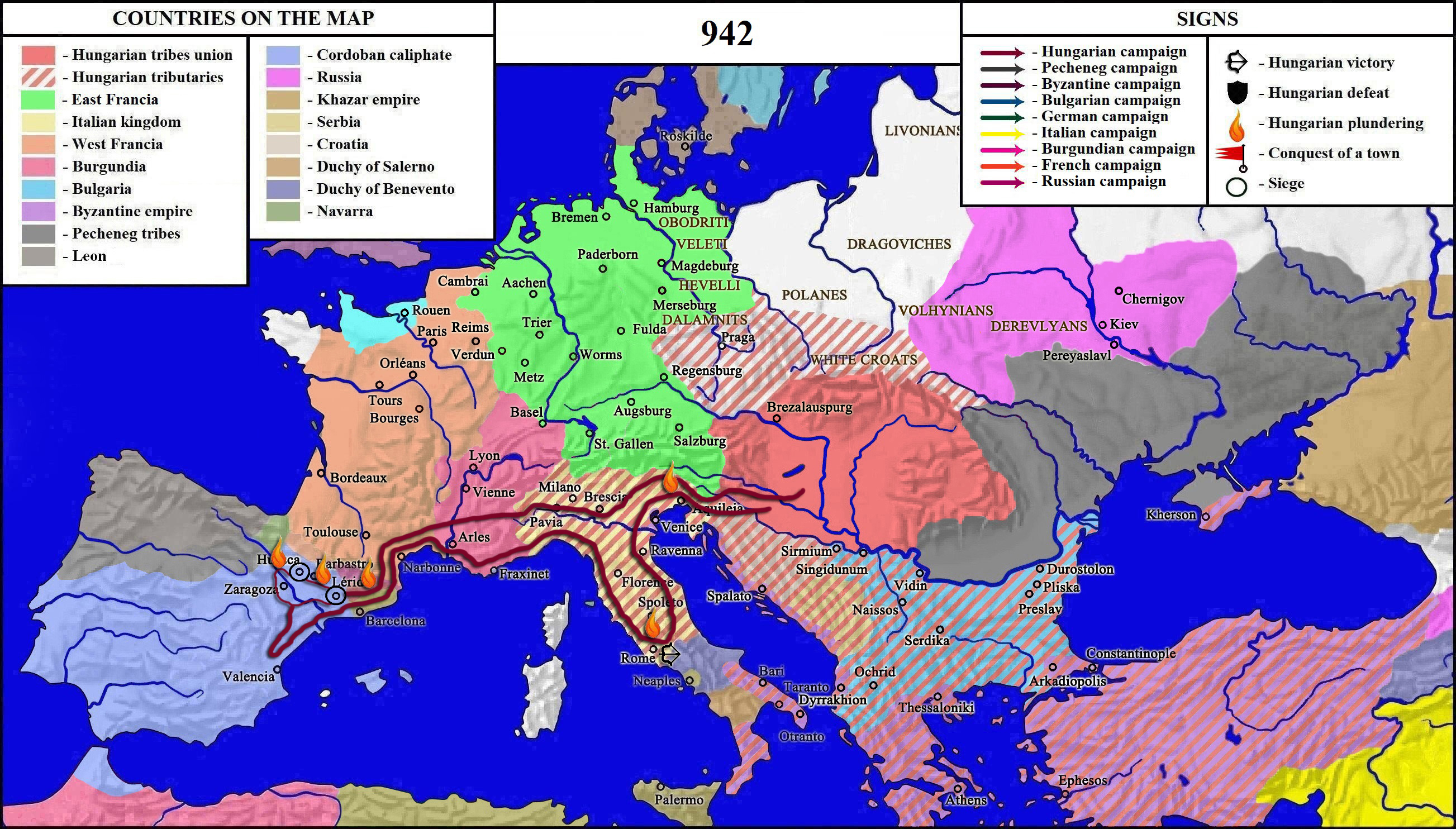
La campagna ungara in Italia, Borgogna, Francia meridionale e Spagna nel 942

  - Primavera - Un esercito ungaro entra in Italia, dove re Ugo, dando loro 10 mogge d'oro, li persuade ad attaccare il Califfato di Cordova.
  - Metà giugno - Arrivati in Catalogna, i magiari saccheggiano la regione, entrando dunque nei territori settentrionali del Califfato di Cordova.
  - 23 giugno - Gli ungari assediano Lérida per 8 giorni, attaccando poi Cerdaña e Huesca.
  - 26 giugno - Gli ungari catturano Yahya ibn Muhammad ibn al Tawil, il sovrano di Barbastro, e lo tengono prigioniero per 33 giorni, finché non viene riscattato.
  - Luglio - Gli ungari si trovano in territorio desertico e restano senza cibo e acqua. Dopo aver ucciso la loro guida italiana, tornano in Ungheria. Cinque soldati vengono catturati dai cordovani e diventano guardie del corpo del califfo.[60]
- 943
  - Balcani
    - Alleato della Rus' di Kiev, un esercito ungaro attacca l'impero bizantino. L'imperatore Romano I Lecapeno compra la pace e accetta di pagare un tributo annuale agli ungari.[61]

  - Baviera
    - Gli ungari che attaccarono la Baviera vengono sconfitti nella battaglia di Wels da Bertoldo di Baviera e dai carantani.[61]
- 947 - Un esercito ungaro, sotto la guida del principe Taksony, compie una campagna in Italia, dirigendosi verso sud sul versante adriatico della penisola. Dopo aver assediato Larino, raggiunge Otranto e saccheggia la Puglia per 3 mesi.[62]
- 948 - Due eserciti ungari attaccano la Baviera e la Carinzia. Uno dei due tronconi viene sconfitto a Flozzun nel Nordgau da Enrico I di Baviera.[63]
- 9 agosto 949 - Gli ungari sconfiggono i bavaresi a Laa.[63][64]
- 950 - Enrico I di Baviera attacca l'Ungheria occidentale, catturando diversi prigionieri e saccheggiando la Germania meridionale.[63]
- 951
  - Primavera - Gli ungari, passando per la Lombardia, attaccano l'Aquitania.
  - 20 novembre - I rientranti ungheresi vengono sconfitti dai tedeschi, che nel frattempo avevano conquistato il Regno d'Italia.[63]

- 954

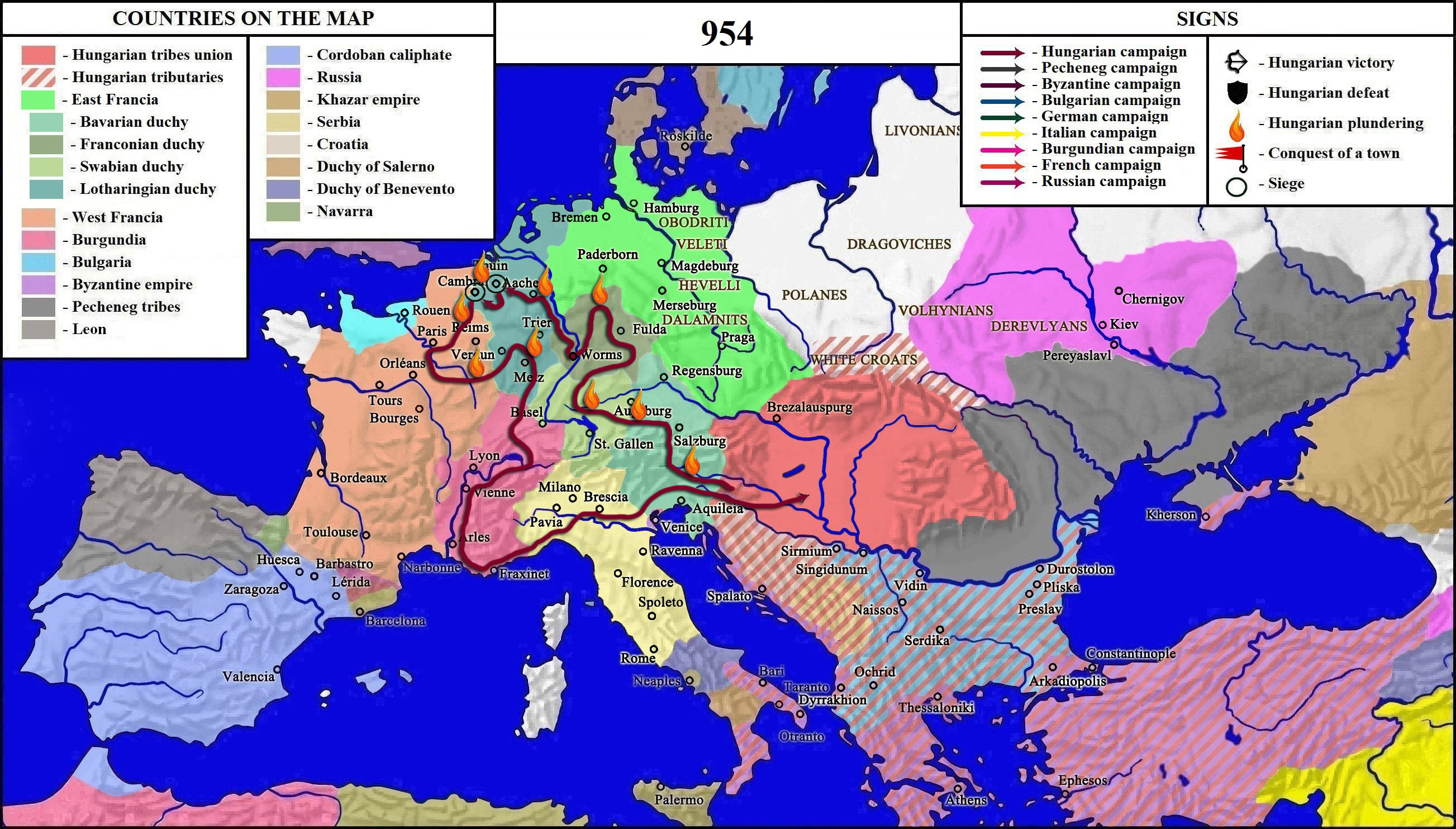
La campagna ungara in Europa del 954

  - I principi teutonici si ribellano contro Ottone I di Sassonia, imperatore del Sacro Romano Impero, e si alleano con gli ungari, che in febbraio inviano un esercito guidato da [per soccorrerli. L'armata magiara saccheggia i domini degli alleati di Ottone in Baviera, Svevia e Franconia.
  - 1 marzo - Gli ungari attraversano il Reno, si accampano a Worms nella capitale del loro alleato, Corrado il Rosso, spostandosi il 19 marzo a ovest. Da lì, attaccano i domini dei duchi nemici, Bruno il Grande, arcivescovo di Colonia, poi conte Ragenarius, attraversando i fiumi Mosella e Mosa.[65][66]
  - Gli ungari saccheggiano le regioni di Hesbaye e la Carbonaria nell'odierno Belgio, depredando e dando alle fiamme il monastero di San Lamberto da Hainaut, aggredendo il monastero di Moorsel e le città di Gembloux e Tournai.
  - 2 aprile - Assediano l'abbazia di Lobbes, ma i monaci difendono l'edificio. Ciononostante, gli ungari bruciano la chiesa di San Paolo e portano con sé i tesori.
  - 6-10 aprile - Gli ungari assaliscono la città di Cambrai, bruciano i suoi sobborghi, ma non riescono a conquistarla. Uno dei parenti di Bulcsú viene ucciso dai difensori, che si rifiutano di restituire le spoglie agli ungari. Questi, per vendetta, uccidono tutti i loro prigionieri e bruciano il monastero di Chastre, vicino a Cambrai.
  - Dopo il 6 aprile - Gli ungari attraversano il confine franco, saccheggiando i dintorni di Laon, Reims, Chalon, Metz, Gorze. Successivamente, tornano a casa attraverso la Borgogna e il Nord Italia.[67]
  - In Provenza, l'esercito ungaro combatté con gli arabi dall'enclave musulmana di Frassineto, fin quando Corrado III di Borgogna piombò sui contendenti e colse di sorpresa entrambi gli schieramenti.[68]

- 955

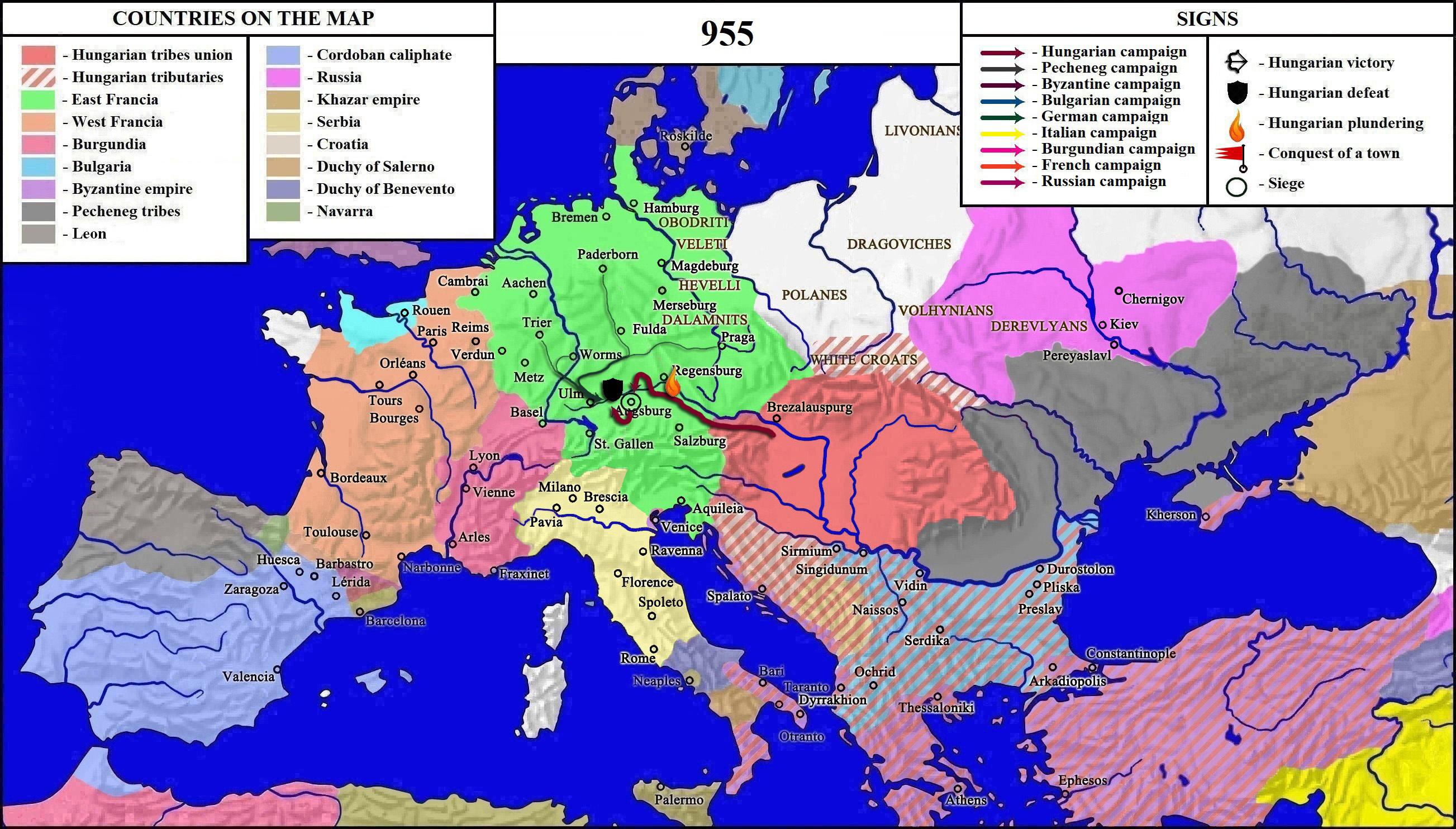
La campagna ungara nel regno di Germania dal 955

  - Metà luglio - Su sollecito degli insorti bavaresi e sassoni, un esercito ungaro guidato da Bulcsú, Lehel, Sur e Taksony irrompe in Germania, saccheggiando la Baviera, in seguito la Svevia e dando alle fiamme vari monasteri.
  - Inizio agosto - Gli ungari danno il via all'assedio di Augusta.
  - 10 agosto - Ottone I di Sassonia sconfigge gli invasori ungari e li mette in fuga nella battaglia di Lechfeld. Malgrado la vittoria, le perdite tedesche si rivelano pesanti, comprendendo nobili quali Corrado il Rosso, il conte Dietpaldo, Ulderico, conte di Argovia, il conte bavarese Bertoldo, ecc.[69]
  - 10–11 agosto - I tedeschi catturano Bulcsú, Lehel e Sur. Molti ungari muoiono durante le lotte per liberarli per mano di spade teutoniche.
  - 15 agosto - Bulcsú, Lehel e Sur vengono impiccati in pubblica piazza a Ratisbona.[70] Fine delle invasioni ungheresi verso occidente.

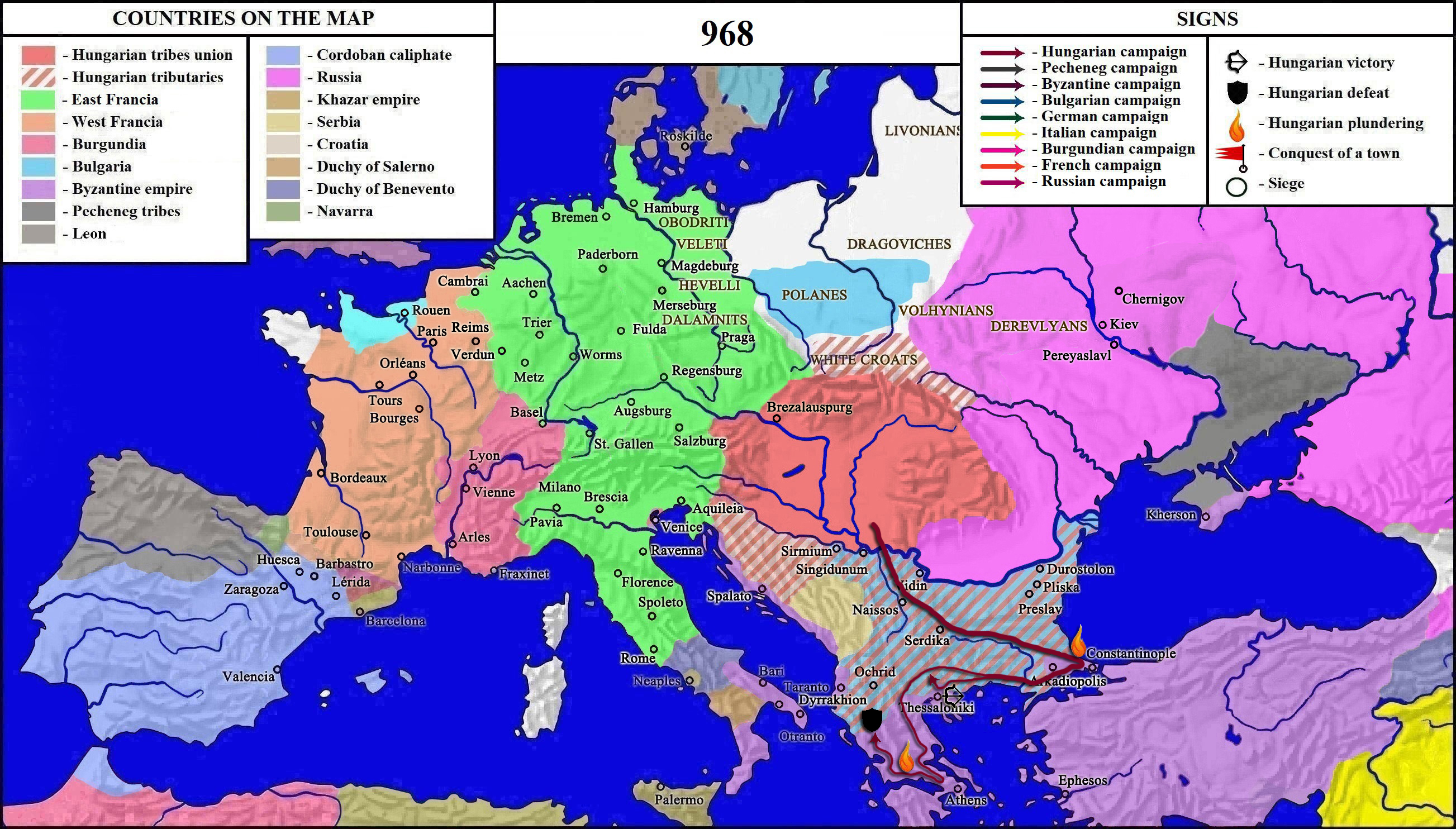
La campagna ungara nei Balcani dal 968

- Aprile-maggio 959 - Poiché nel 957 i romei cessarono il pagamento dei tributi, un esercito ungaro, guidato da Apor, attacca l'impero, saccheggia i suoi territori fino a Costantinopoli, ma sulla via del ritorno viene sconfitto dai bizantini in un attacco notturno.[71]
- 961 - Un esercito ungaro attacca la Tracia e la Macedonia, ma viene sconfitto, durante un'incursione notturna, dall'esercito bizantino.[71]
- 966 – Gli ungheresi aggrediscono il Primo Impero bulgaro, costringendo lo zar Pietro I a suggellare la pace con loro e a lasciarli passare a Bisanzio.[72]
- 968 - Un contingente ungaro attacca l'impero bizantino e si divide in due gruppi. Vicino a Salonicco, un gruppo dell'esercito composto da 300 uomini prende 500 prigionieri greci e li trasferisce con la forza in Ungheria. L'altro gruppo dell'esercito di 200 uomini patisce un'imboscata dai romei che fanno 40 prigionieri: queste diventeranno guardie del corpo dell'imperatore Niceforo II Foca.[73]
- 970 - Svjatoslav I di Kiev attacca l'impero bizantino con truppe ausiliarie ungare. I bizantini sconfiggono l'esercito di Sviatoslav nella battaglia di Arcadiopoli.[74] Termine delle invasioni ungare dell'Europa.

## Tattiche
(Inno da Modena, intorno al 900)

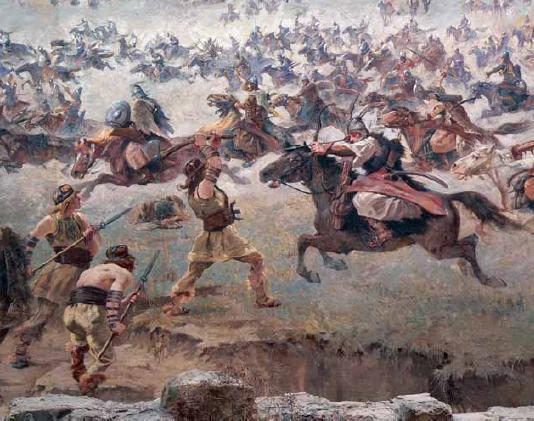
Guerrieri ungari (olio su tela)

L'esercito ungaro si serviva principalmente dell'intervento della cavalleria leggera e contava moltissimo sulla mobilità come fattore. Attaccando senza preavviso, saccheggiarono rapidamente le campagne e andandosene prima che potesse essere organizzata qualsiasi forza difensiva. Se costretti a combattere, gli arcieri erano i primi a colpire i nemici, avvenimento a cui faceva seguito una finta ritirata volta a farsi inseguire. Se i ranghi degli assalitori venivano rotti, gli ungari riuscivano spesso a prevalere dopo la frammentazione delle unità.

## Conseguenze
Gli ungari furono l'ultimo popolo invasore a stabilirsi in modo permanente nell'Europa centrale, abbandonando il precedente stile di vita nomade. Lo storico Paul K. Davis commenta gli eventi così: «La sconfitta magiara [nella battaglia di Lechfeld] pose fine a più di 90 anni di saccheggio dell'Europa occidentale e convinse i sopravvissuti ad adottare lo stabile stile di vita di altre realtà europee, gettando le basi per la creazione dello Stato dell'Ungheria». Nei secoli successivi, gli ungheresi adottarono forme di organizzazione militare feudale dell'Europa occidentale, compreso l'uso predominante della cavalleria pesantemente corazzata.